# مطبخ موصلي
يشتهر المطبخ الموصلي في العراق بأطباقه اللذيذة المشهورة والغنية بتنوعها واختلاف مكوناتها، ويعتبر من مطابخ الشرق الأوسط القديمة التي تقوم على صفات خاصة بها تتميز عن المطابخ المحيطة بها، وتشترك مع المطبخ الشامي بالوصفات والمكونات المستخدمة، ومن أشهر المكونات المستخدمة في المطبخ الموصلي هي: الدقيق والقمح والأرز والبرغل والخضراوات والبقوليات والبهارات واللحوم ومشتقات الألبان.

## تاريخ المطبخ

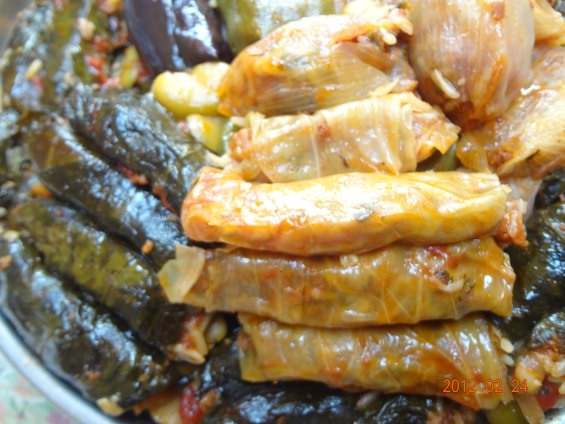
الدولمة الموصلية

تاريخ المطبخ الموصلي عريق حيث ترجع العديد من الأطعمة إلى حضارات بلاد ما بين النهرين حيث ذكرت في الألواح المكتشفة في عهد آشور ناصربال، حيث كانت مما قدمه الملك في قصره. وكان سكان بلاد الرافدين أول من اكتشف العصائر والبيرة والعديد من الأطعمة التي انتقلت عبر الحضارات إلى الساسانيين وثم إلى العباسيين الذي شهد تطورًا سريعًا وتوسعًا في فن الطعام. ومن أشهر الأطعمة القديمة التي ذكرت في الألواح البابلية والتي ما زالت تطهى حتى اليوم هي المرق بأنواعه مثل مرق اللحم والمرق الأحمر والعديد من أنواع الأطعمة حيث ذكرت بالتفاصيل. إضافة إلى الأطعمة التي انتقلت من أرمينيا والدولة العثمانية وغيرها من المطابخ.

## الأطباق الجانبية

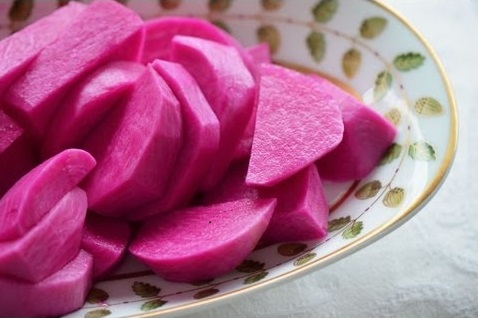
المخللاه

- الطرشي: وهي من الأطعمة المهمة في المطبخ الموصلي وتتم عن طريق كبس الخضراوات في ماء مالح في أواني لمدة طويلة، ويتم كبس الزيتون والخيار والقرنبيط واللهانة والشوندر وتفاح الأرض وثوم عجم والفلفل الأخضر الذي يحشى بالكرافس والمقدونس وغيرها من الخضراوات.طرشي مصلاوي

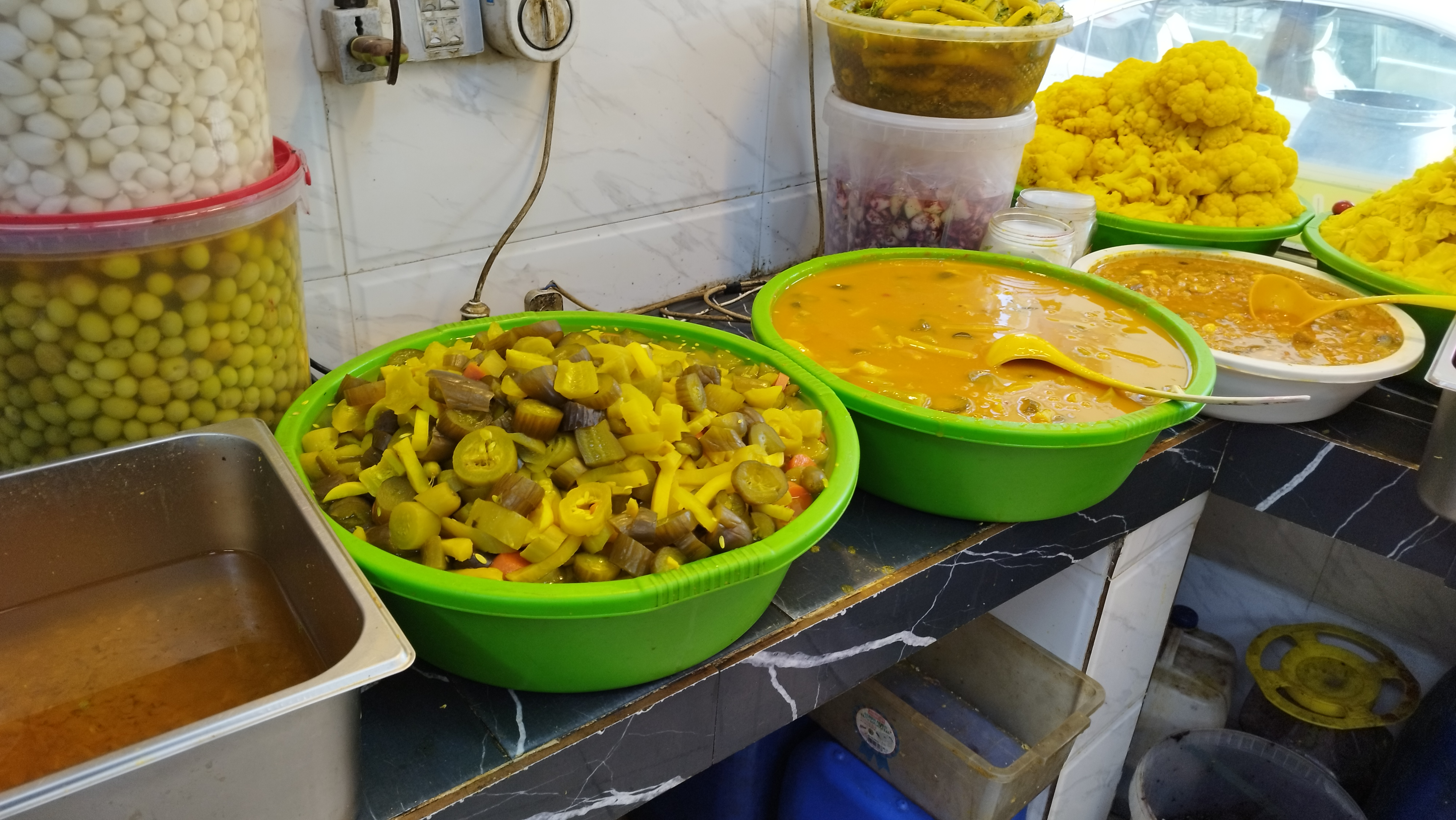
طرشي مصلاوي

- المخللات: ويتكون من الشلغم والشمندر يقطع ويملح ويترك لمدة 14 يوم وتصنع في الشـتاء حصراً.
- السـلطة: وهي من الأطباق التقليدية في المطبخ الموصلي بإختلاف طرق تحضيرها والمواد المستخدمة.
- جاجيك: وتتكون من لبن الغنم والثوم ويضاف إليها الخيار وزيت الزيتون والزعتر.

## الحلويات

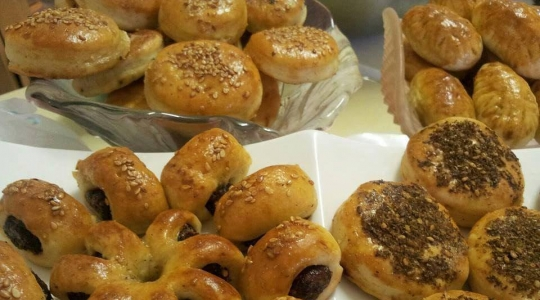
الكليجة بانواعها

كليجة
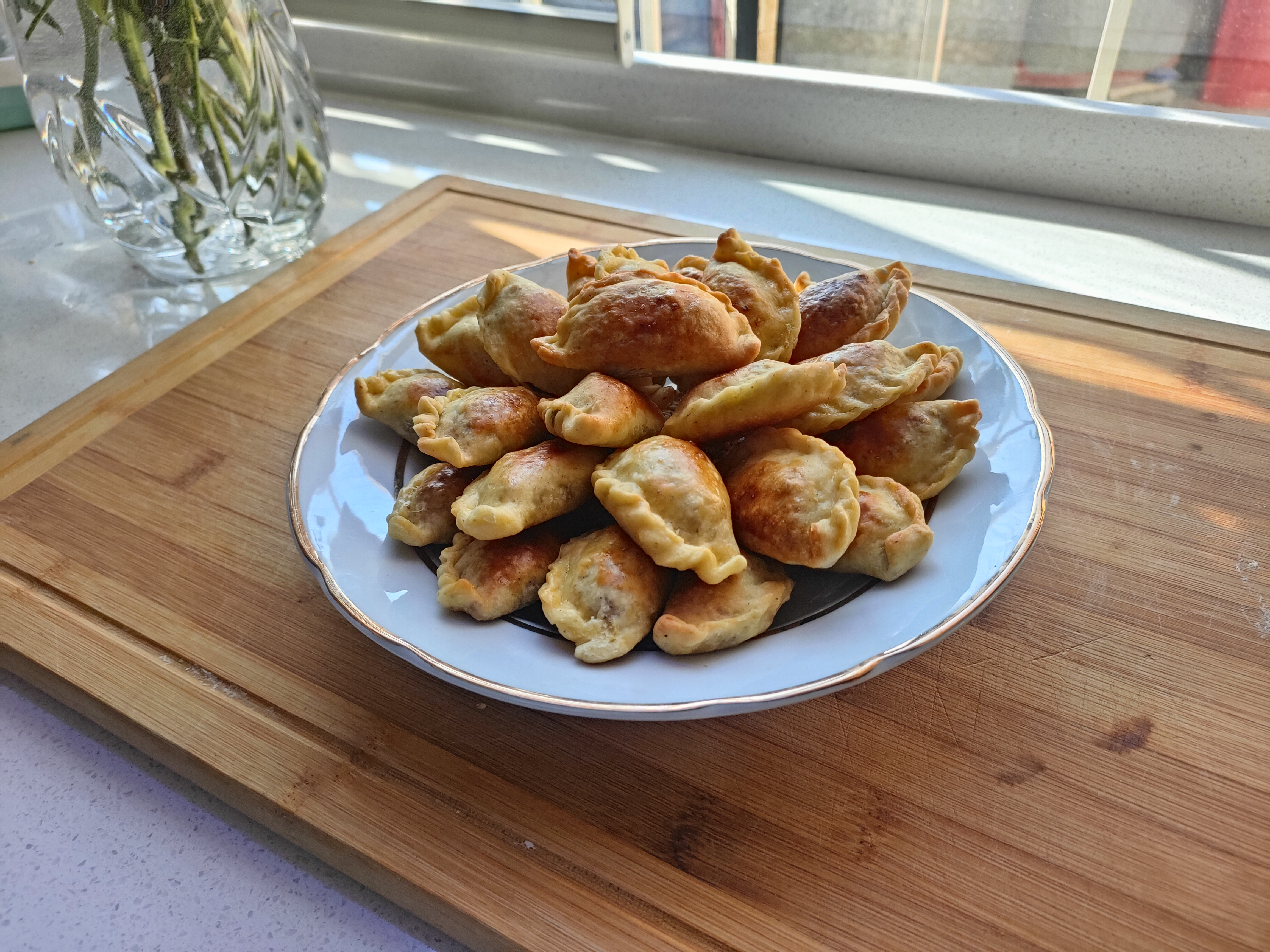
الكليجة: وهي من المعجنات المحشية الموجودة في كل بيت موصلي وتصنع في ليالي الأعياد، وتكون كليجة التمر محشية بالتمر منزوع النوى وكليجة الجوز المحشية بالجوز والسكر وكليجة جوز الهند المحشية بجوز الهند والسكر وكليجة السادة وتكون غير محشية ويضاف إليها السمسم والحبة السوداء، وتصـنع بأشكال ونقشات مختفلة وتخبز بالفرن.  - كليجة - كليجة بالجوز
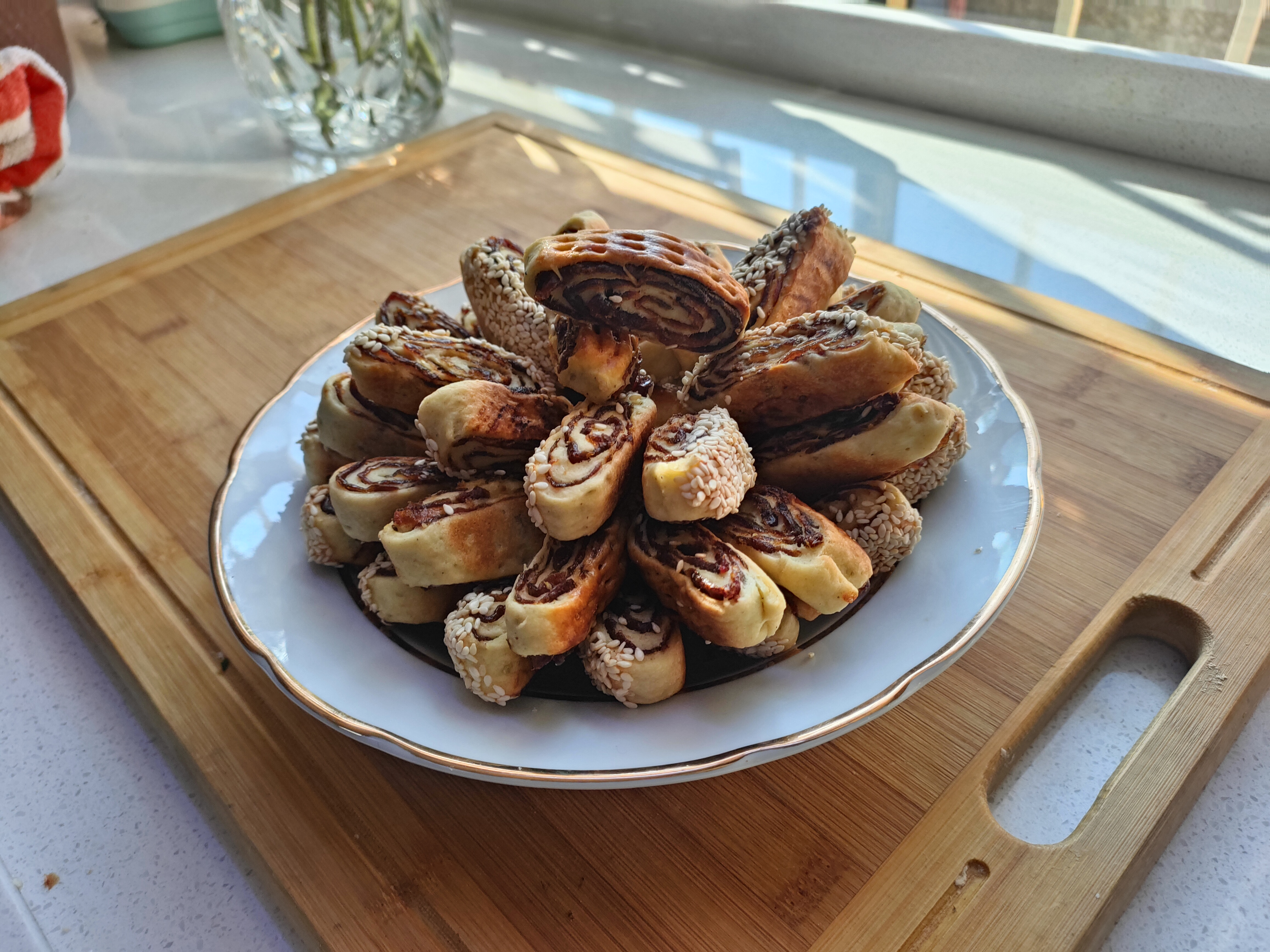
كليجة بالتمر
  - كليجة بالتمر
  - كليجة بالسمسم
- الشكرلمه: وهي من المعجنات الموصلية المشهورة والمنتشره في العراق وهي خليط من الطحين والدهن والسكر والهيل، وتعمل كأقراص صغيرة وتخبز في الفرن بالصينية.
- السودة: من المعجنات الموصلية المشهورة وتشبه مكوناتها الشكرلمة يضاف إليها البيض والسودة.
- البقلاوة: وهي من المعجنات التي تصنع من رقائق عجين خاص وتُحشى بالجوز أو الفستق الحلبي ويتم تحلِيَتِها بالشيره.
- حلاوة طحينية: وهي من الحلويات المشهورة وتصنع من السكر أو الطحينية حسب النوع ويضاف إليها المكسرات.  - حلاوة بالمكسرات
  - حلاوة بالجوز
  - حلاوة بالفستق

حلاوة بالمكسرات
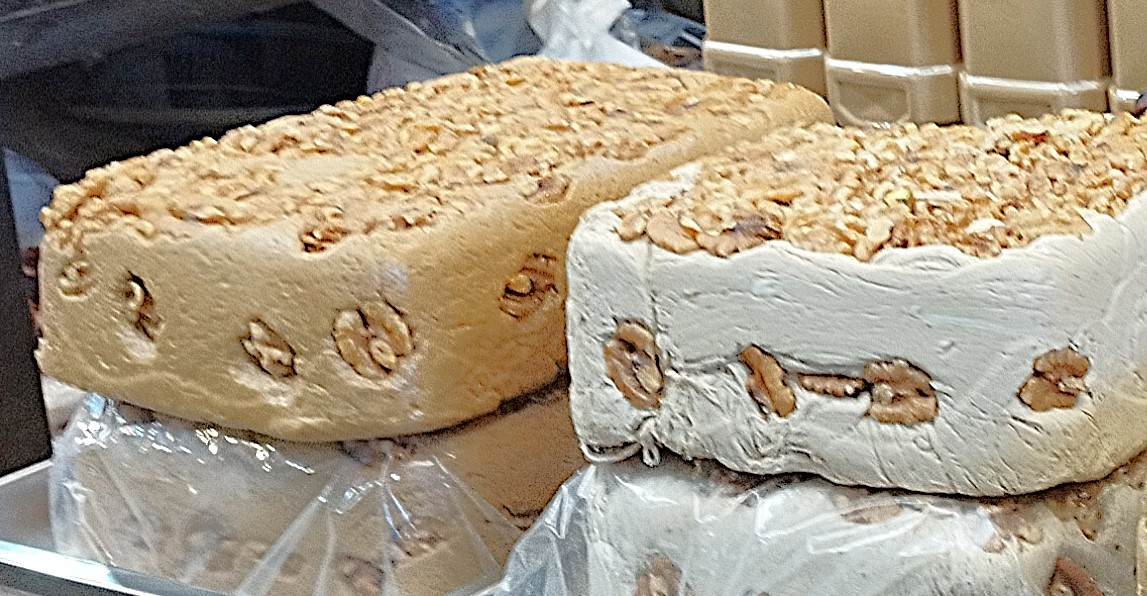
حلاوة بالجوز
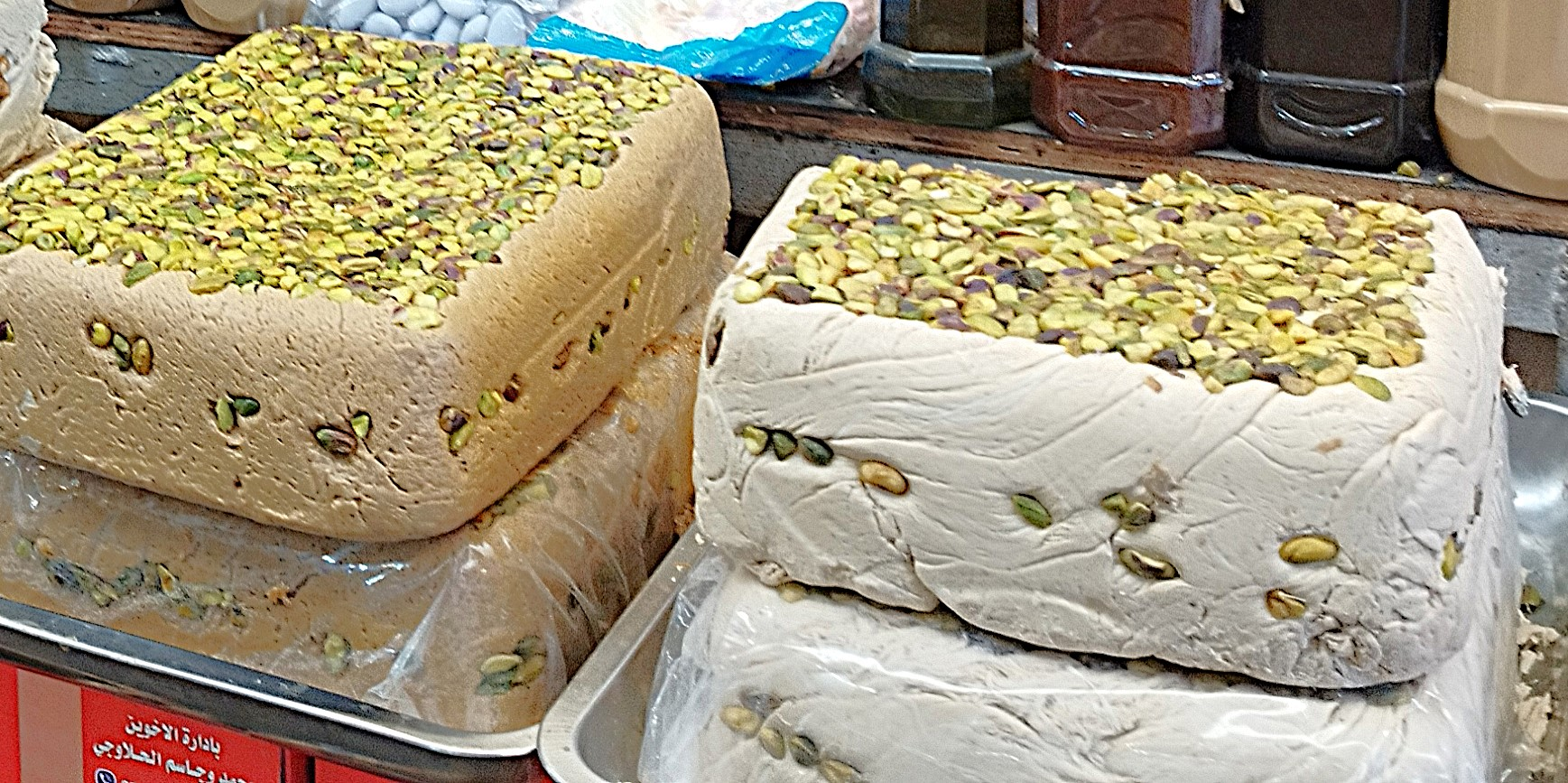
حلاوة بالفستق

- المعكرونة :وهي خليط الطحين والدهن والسكر وجوز النرجيلة (جـوز الهند) المبشور والهيل، وتقطع كأقراص صغيرة وتخبز في الفرن بالصينية.
- زلابية: وهي من المعجنات الرمضانية الشعبية وتعمل من الطحين والنشا والسكر والقطر وتكون حمراء أو بيضاء وتكون هشة.
- المحلبية: وتتكون من حليب يغلى مع النشا والسكر والهيل وقليل من الرز ثم تبرد ويرش عيلها الكبابة وماء الورد.
- من السما: وهي الحلويات المشهورة عالمياً ويعتقد بأنها هي المذكورة بالقران (المن والسلوى)[4] حيث يحضر من السما من المن الذي تحضر من مادة خام من جبال السليمانية ثم إليها السكر وتعمل على شكل عجينة ويضاف إليها الجوز.
- الكاهي: وهي من الاطباق الشعبية في الموصل وتعمل من عجينة خاصة على طبقات محشية بالمكسرات ويصب عليها الشـيرة (القطر) وتقدم مع القيمر.  - كاهي وقيمر
  - قيمر
  - كاهي

كاهي وقيمر
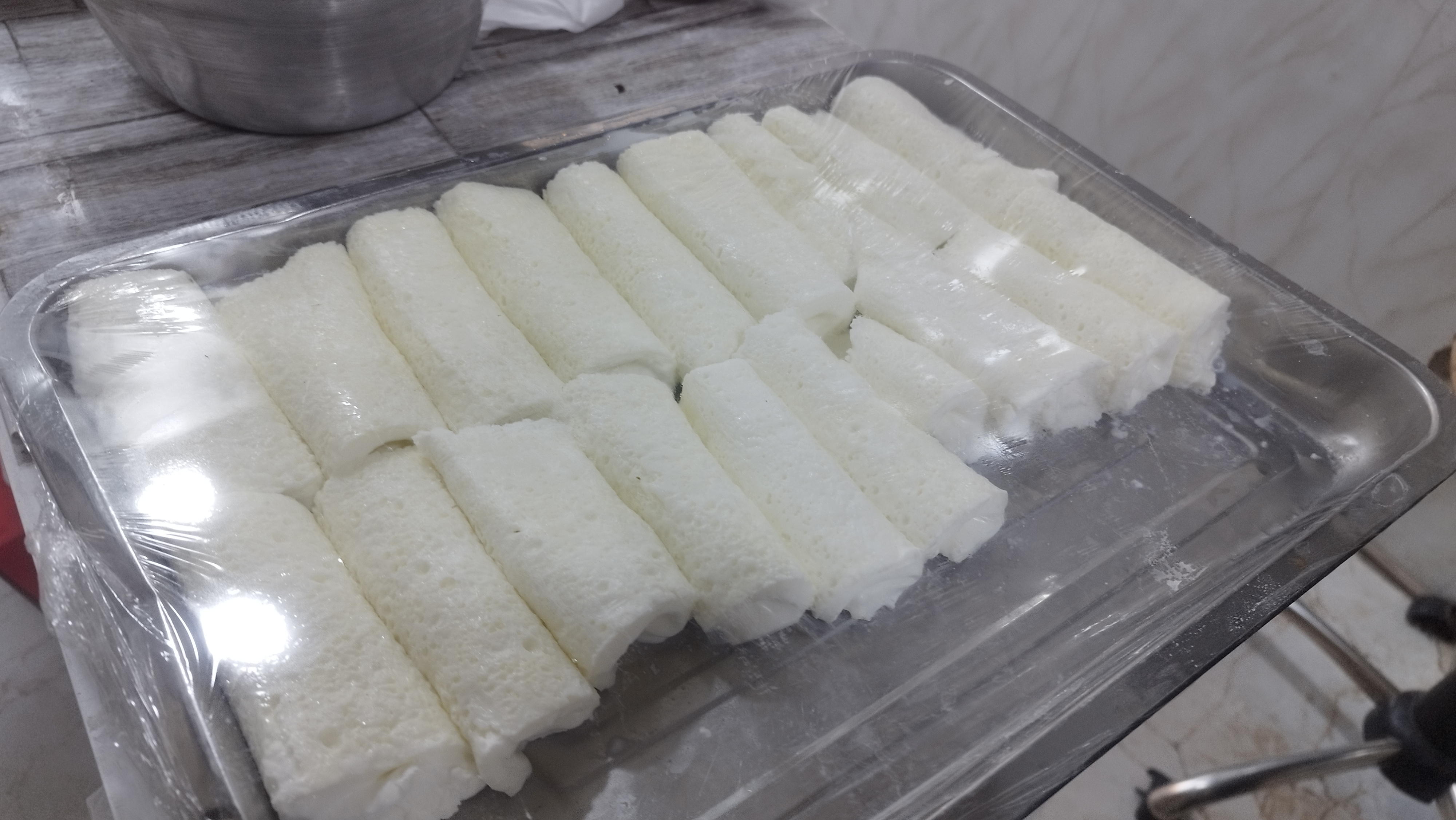
قيمر
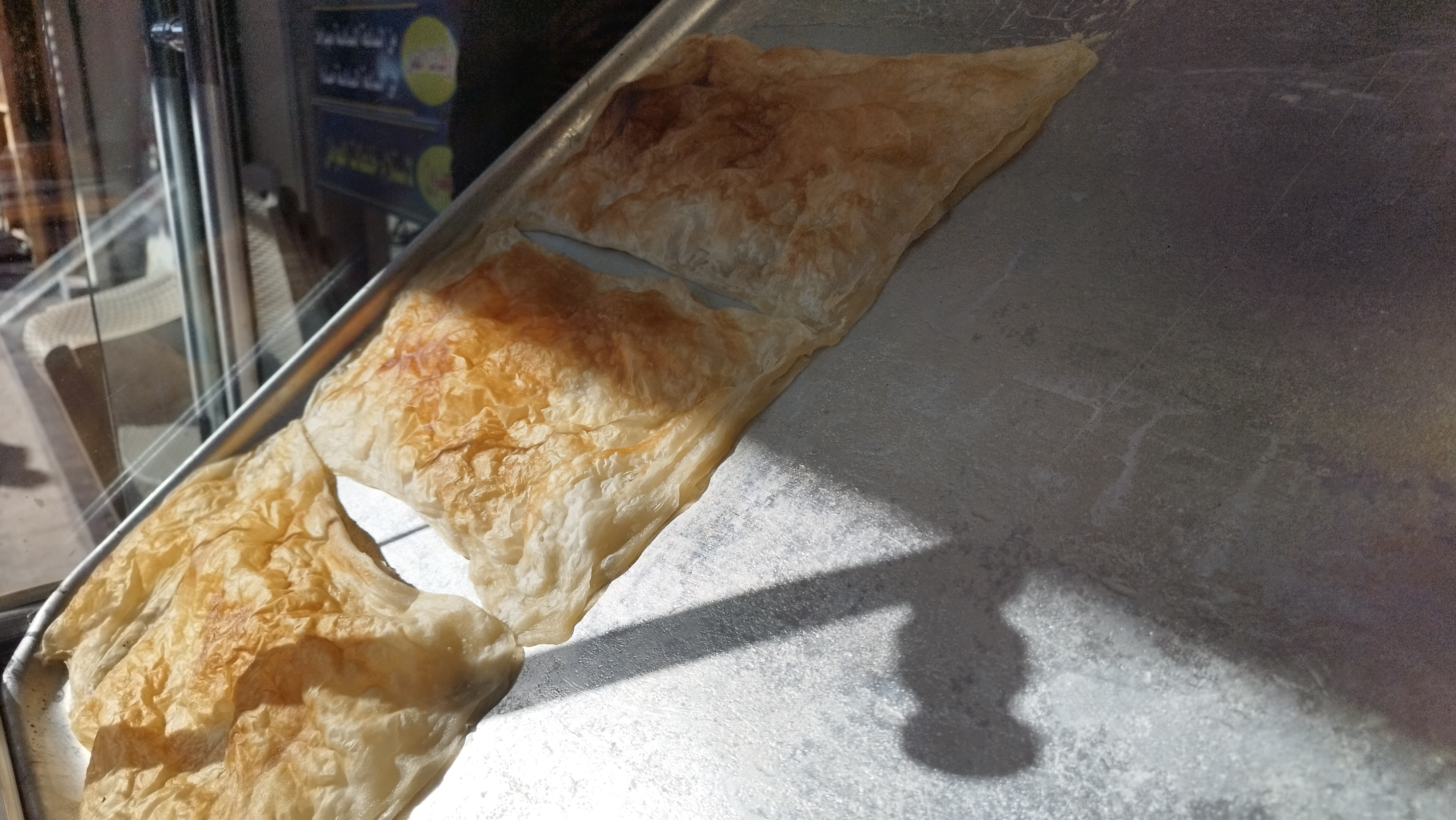
كاهي

- لقمة القاضي : وهي عجينة خفيفة من الطحين والسكر، تقطع إلى كرات صغيرة وتقلى بالدهن فتنتفخ وتقدم مع الشيرة (القطر).
- سمبوسة : حلويات تصنع من رقائق العجين المحشوة بالجوز أو اللوز أو القيمر وتلف بشكل مثلث وتقلى بالدهن ثم يصب عليها العسل أو عـصير السـكر.
- زنود الست
- اللـوزينا: تعمل من النشا والطحين والسكر والجوز وماء الورد، وتقـطع بشكل قـطع صغيرة.
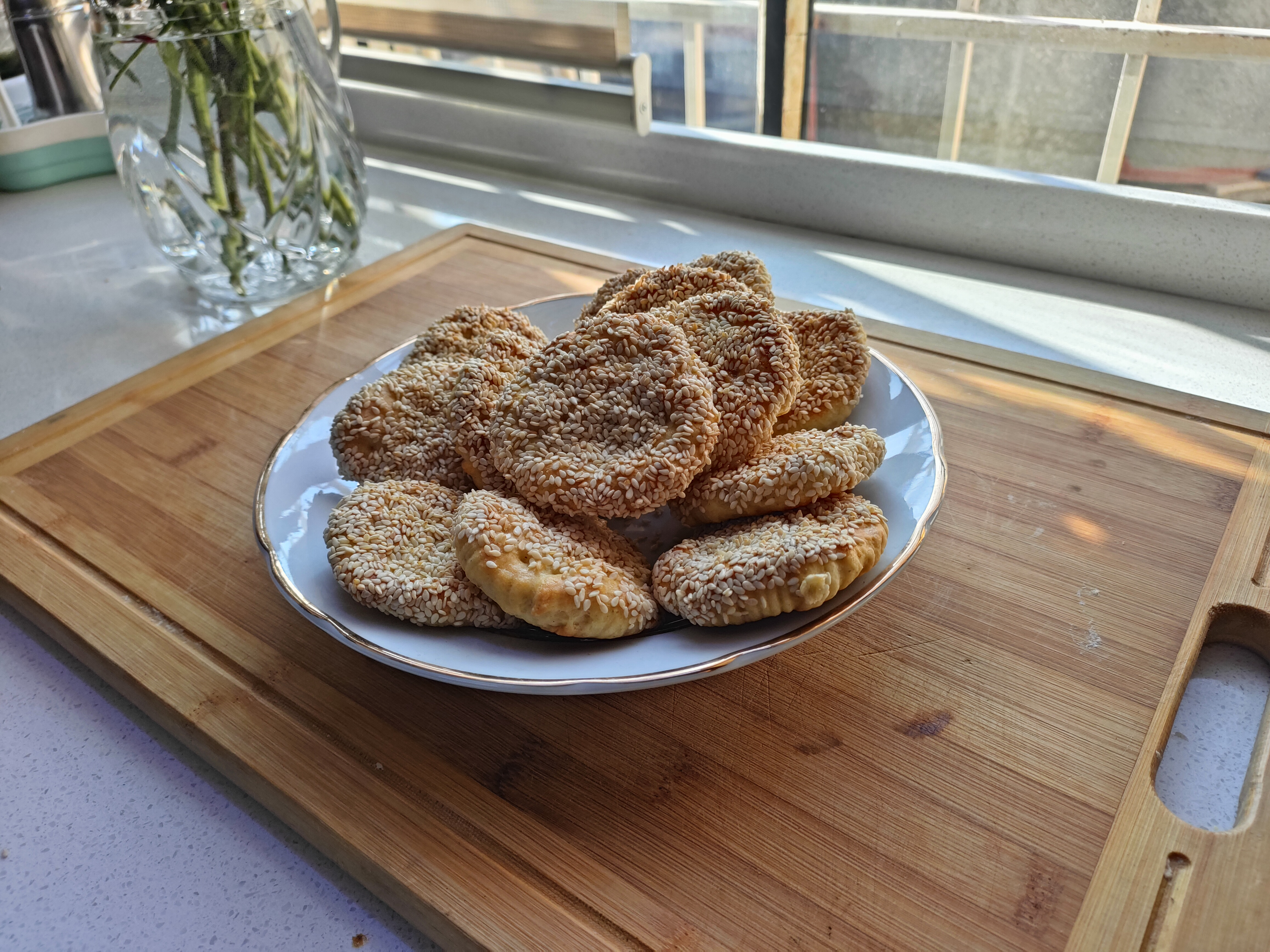
السمسمية: وتشـبه اللوزينا ويتم استبدال الجوز بالسمسم.
- راحة حلقوم: وهي من الحلويات الشعبية وتصنع من السـكر والنشا المطبوخ وتحشى باللوز والجوز والفستق.
- الملبس: ويصـنع من اللوز المغطى بالسـكر الناعم ويقدم بألاعياد وعقود الزواج.

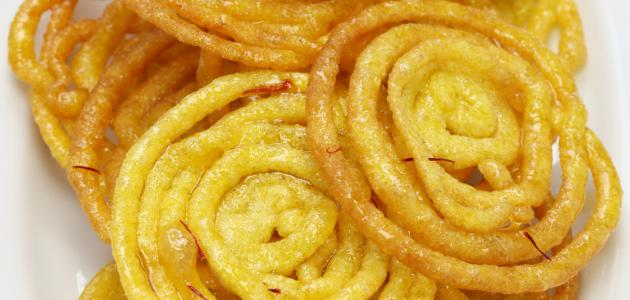
الـزلابية
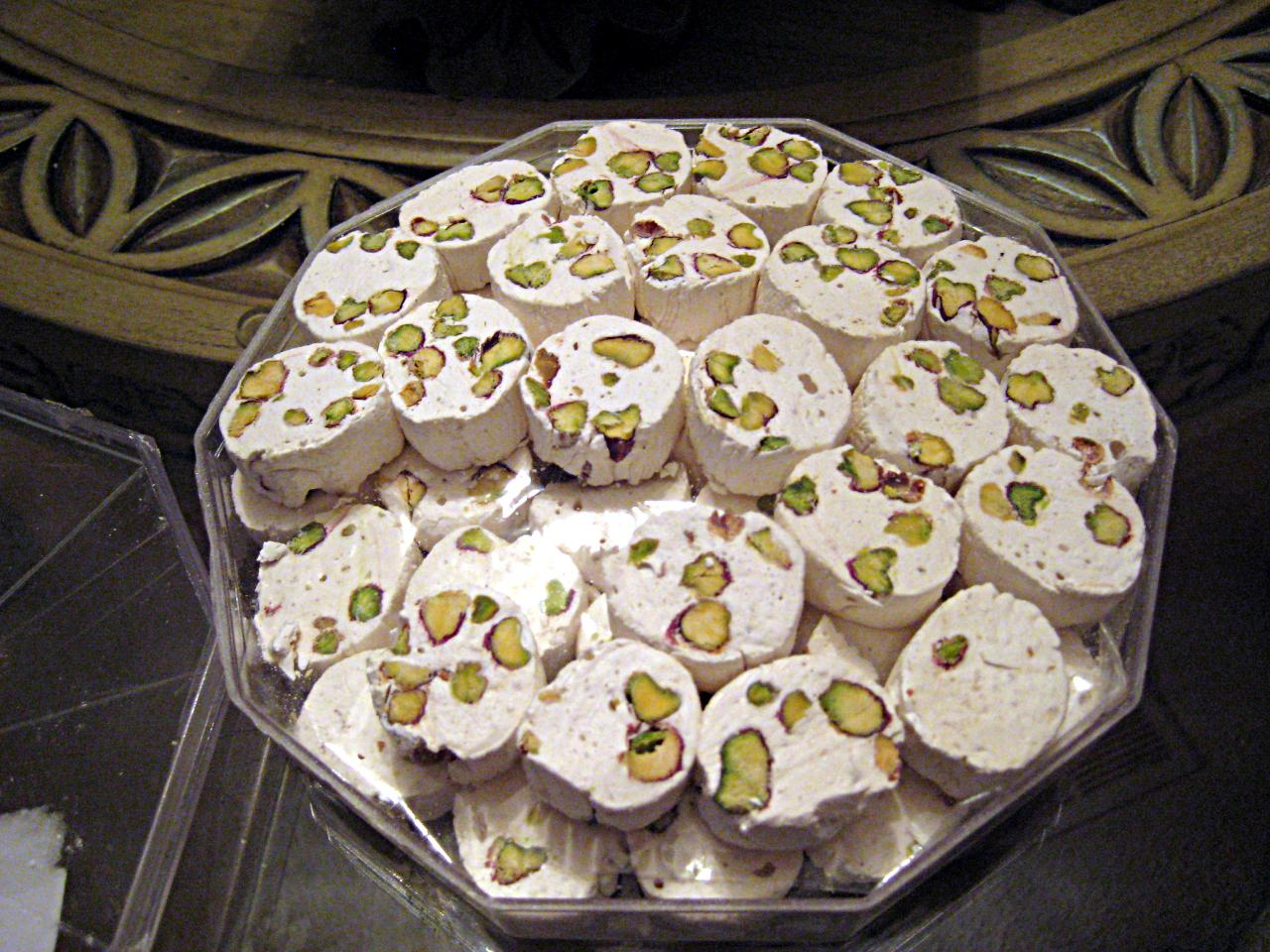
مـن السـما
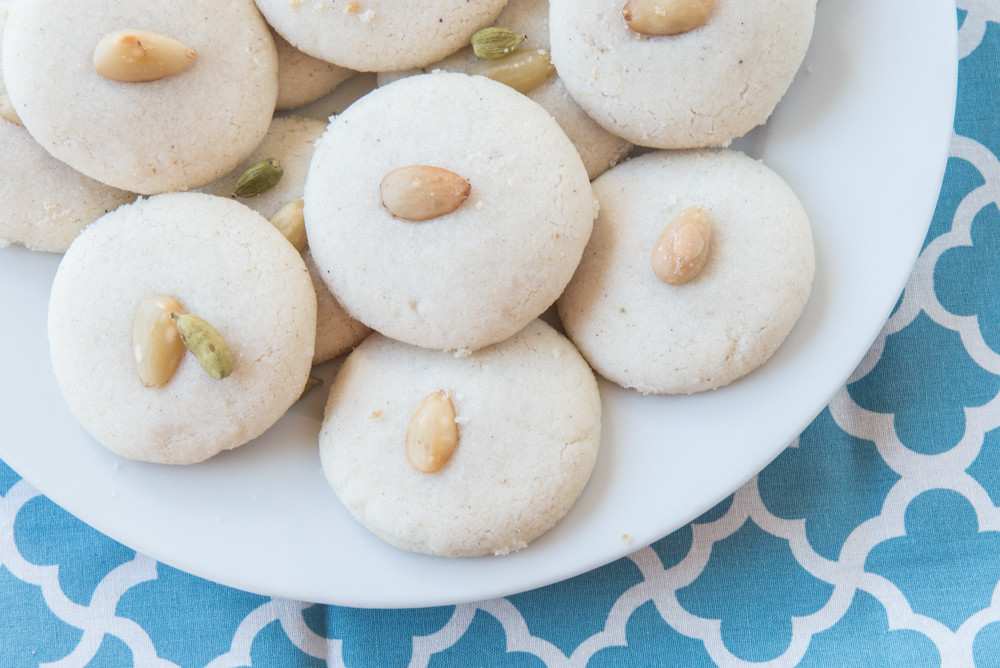
شـكرلمة بالـوز
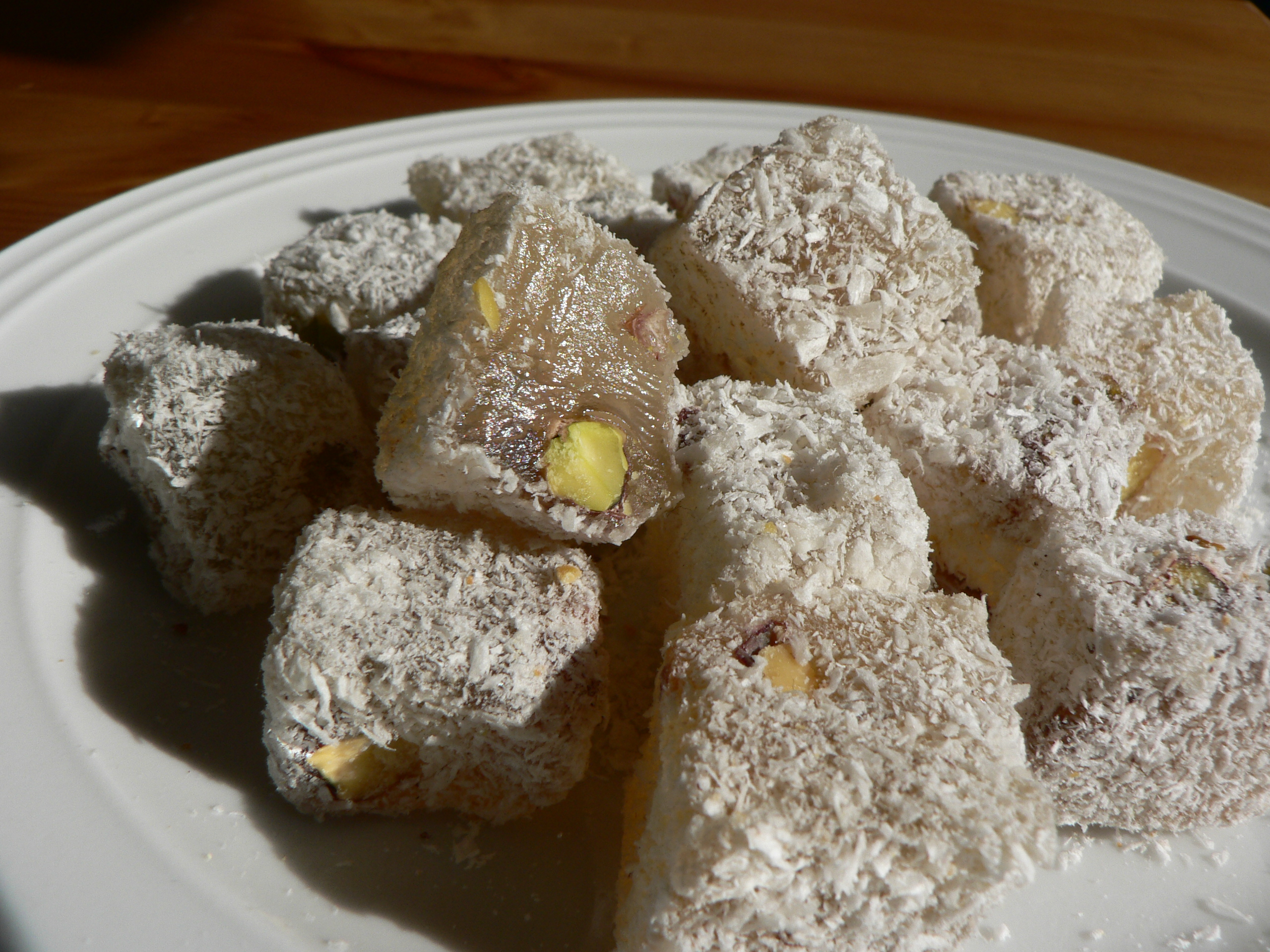
راحـة حلقوم
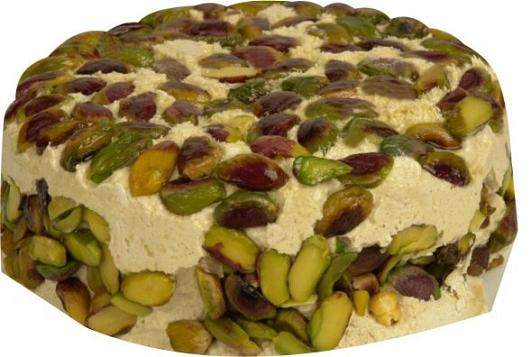
حلاوة الطحينية

## الأكلات الرئيـسية

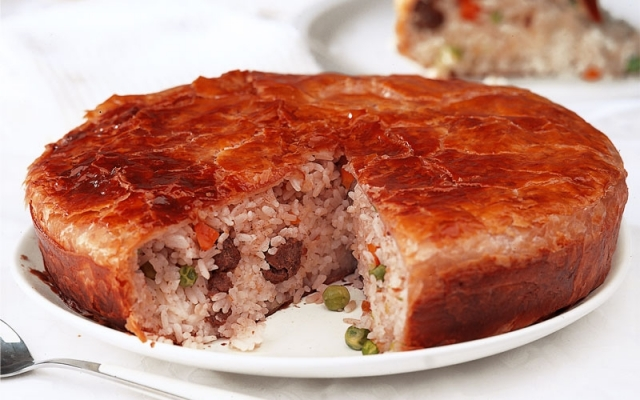
البـردة بـلاو المـوصلـية

- المجـدرة: من الأطباق القديمة وتتألف من العدس والبرغل مع البصل المقلي وهي نوعان المجدرة الصفراء و المجدرة السوداء حسب نوع العدس، وتقدم مع الطرشي والمخللا.
- الدولمة: وهي عبارة عن خليط من اللحم المثروم والأرز والخضار محشي داخل ورق العنب والبصل والباذنجان والطماطم والكوسا والسلق واللهانة وغيرها من الخضار.  - دولمة مصلاوي

دولمة مصلاوي
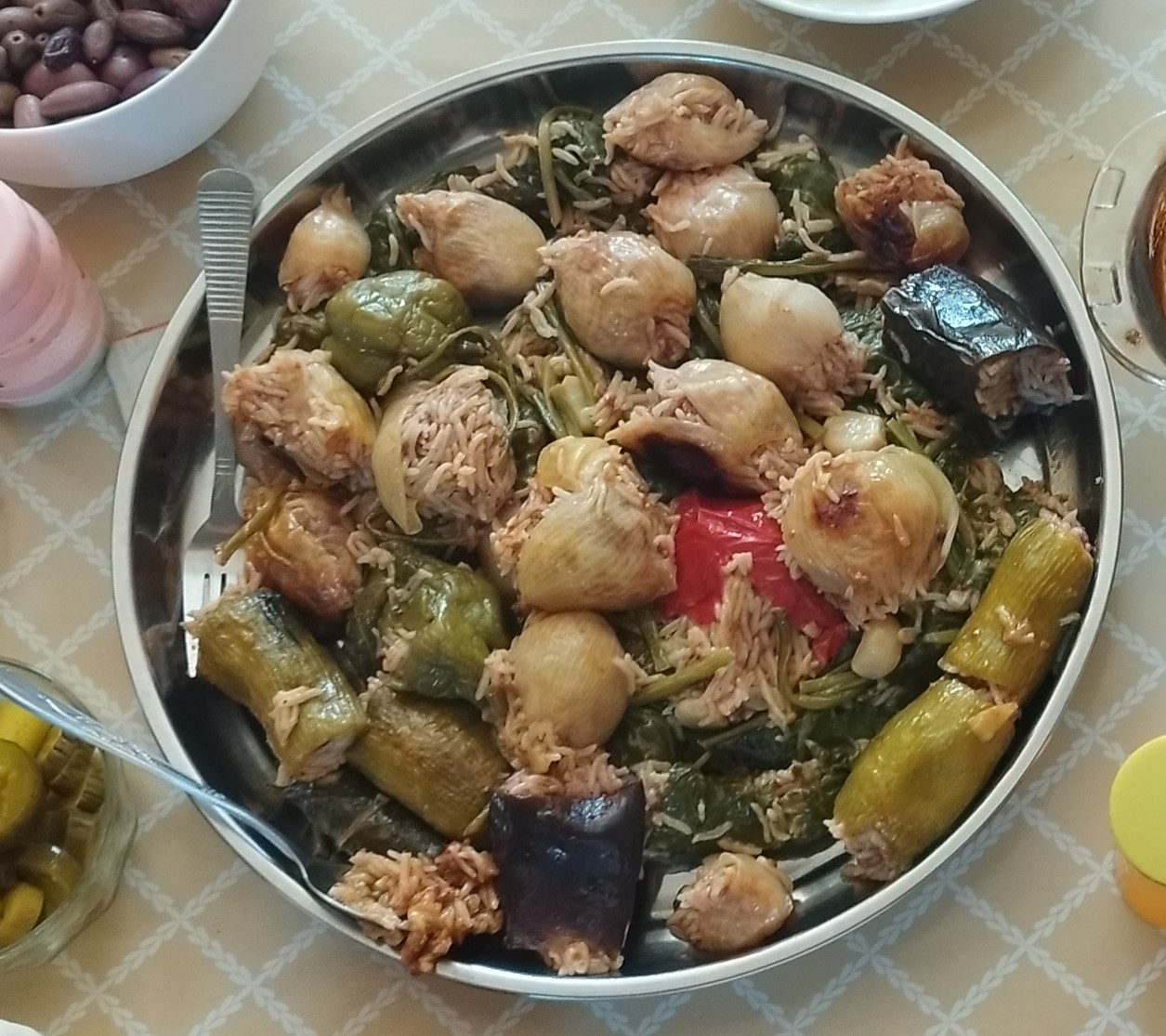
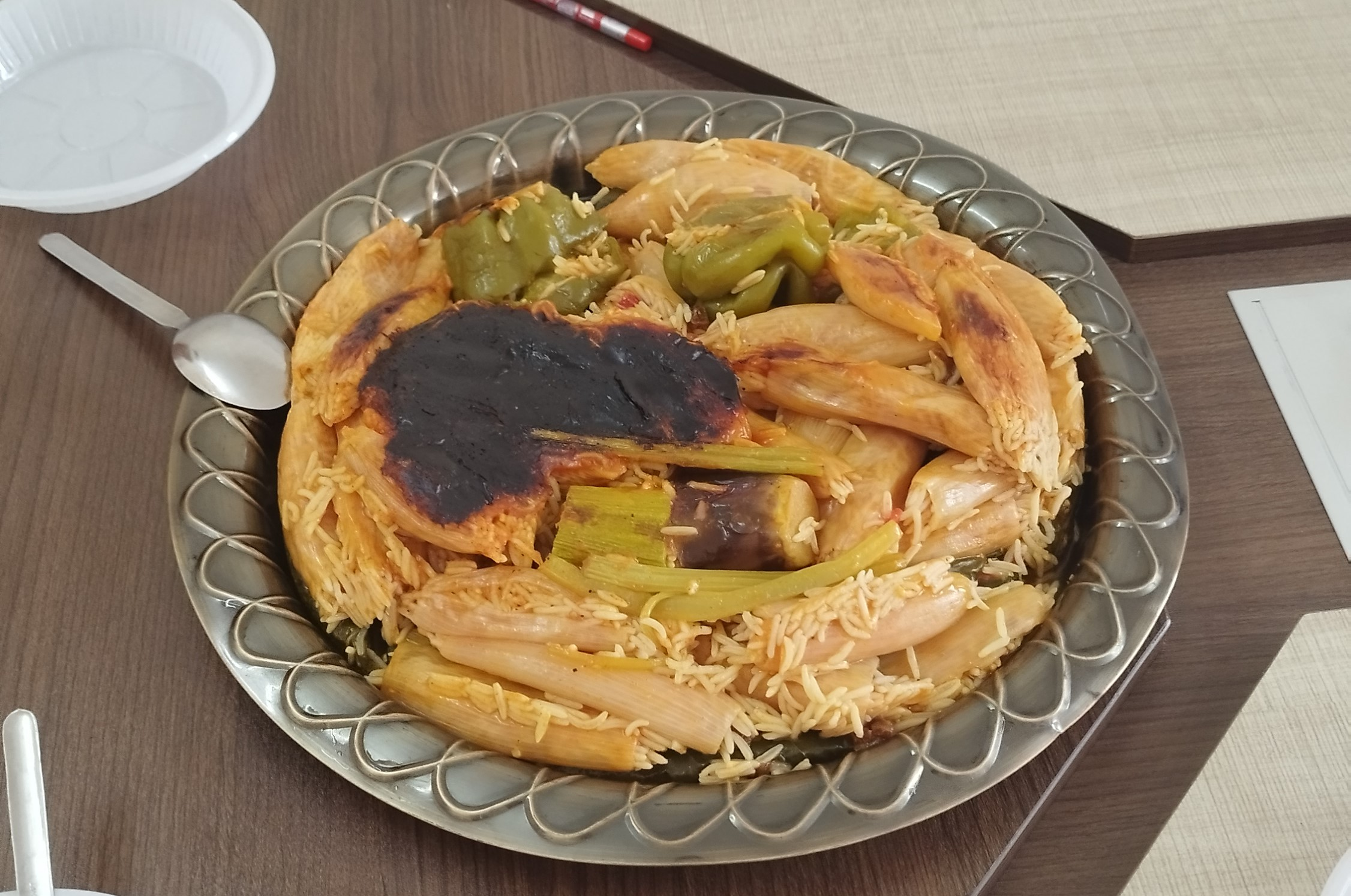
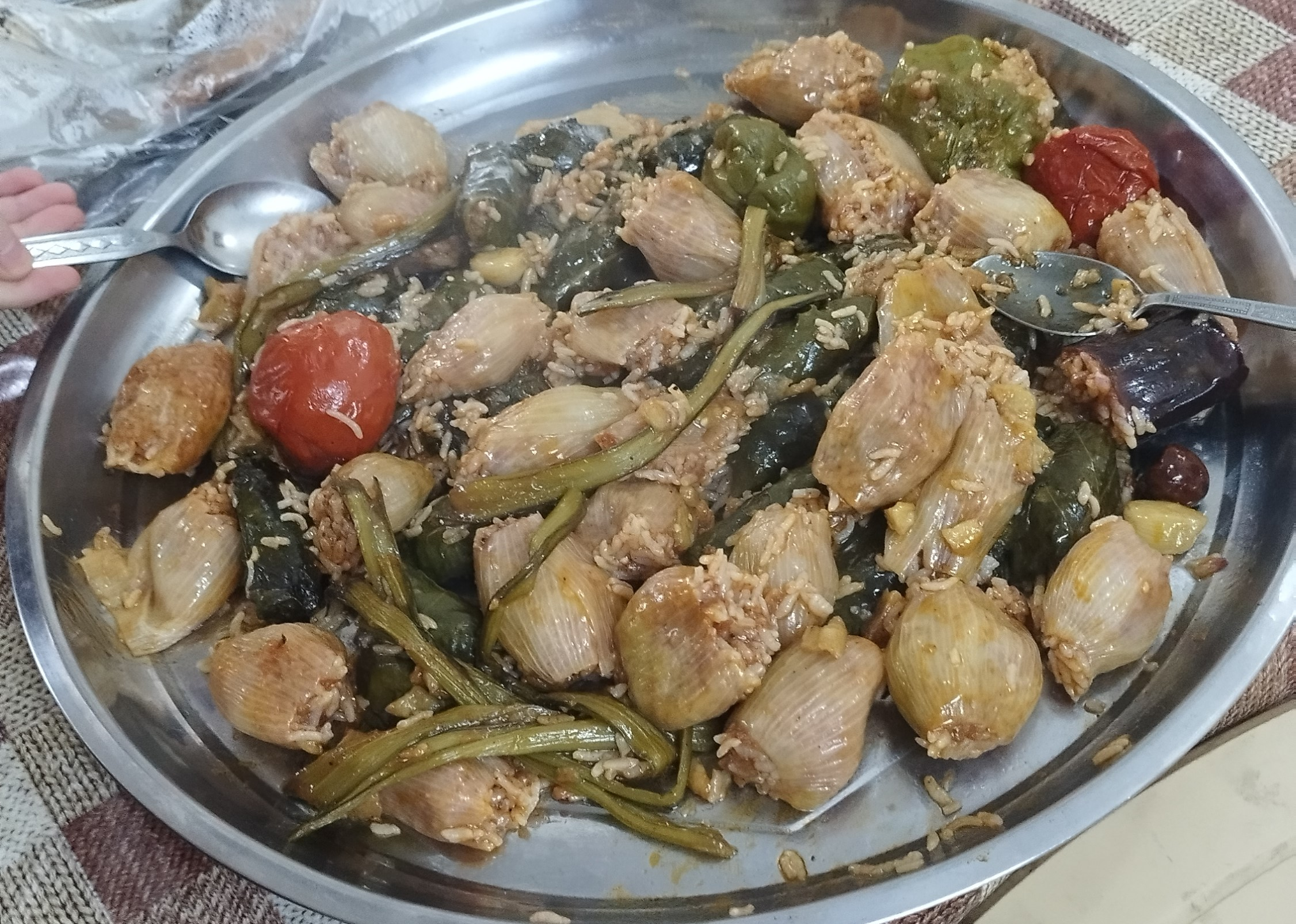
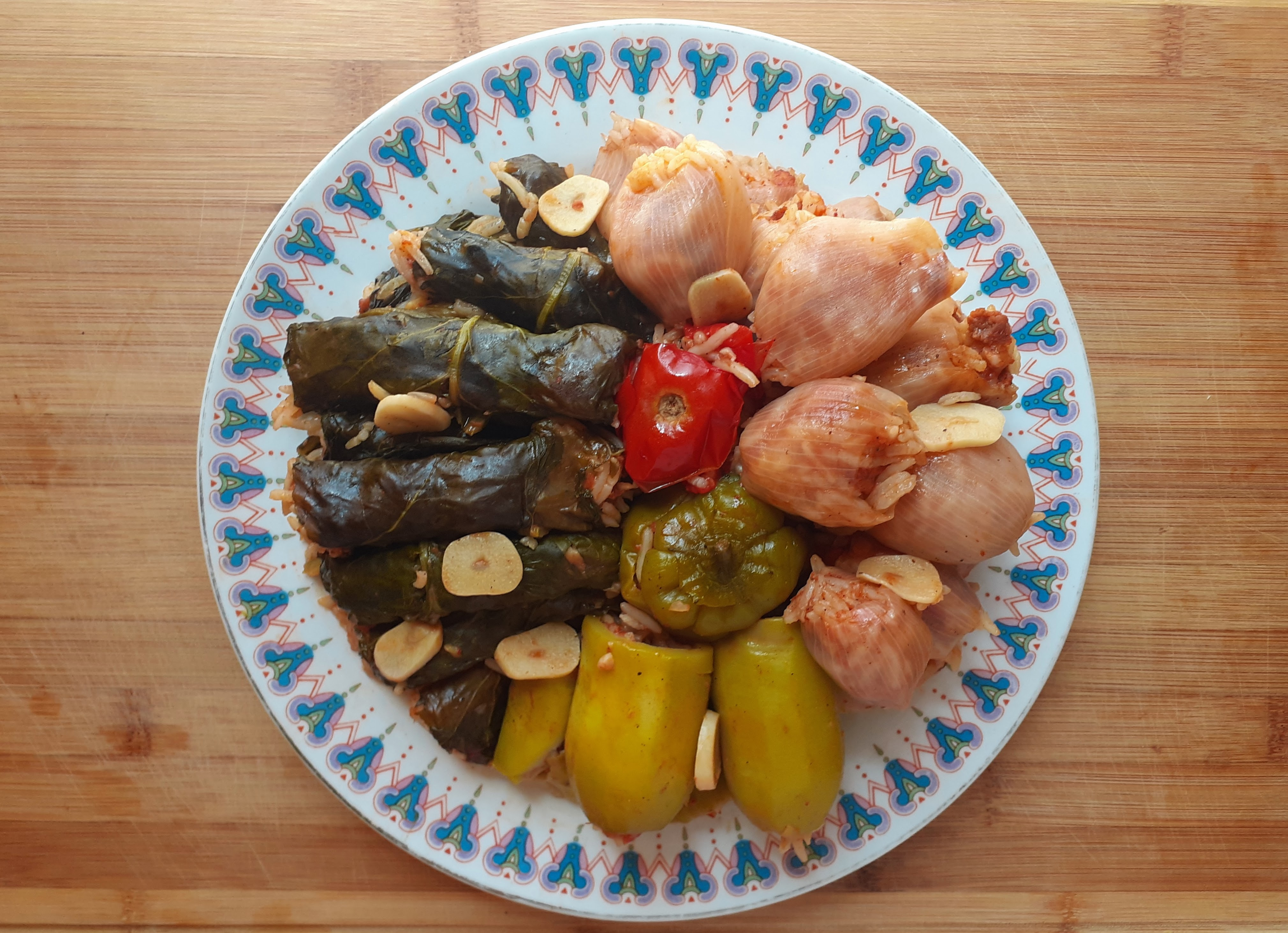

- البرياني: وهي عـبارة عن أرز مطبوخ يضاف إليه لحم الدجاج والبطاطا والبازيلاء والجزر مع بهارات خاصة.برياني بالدجاج

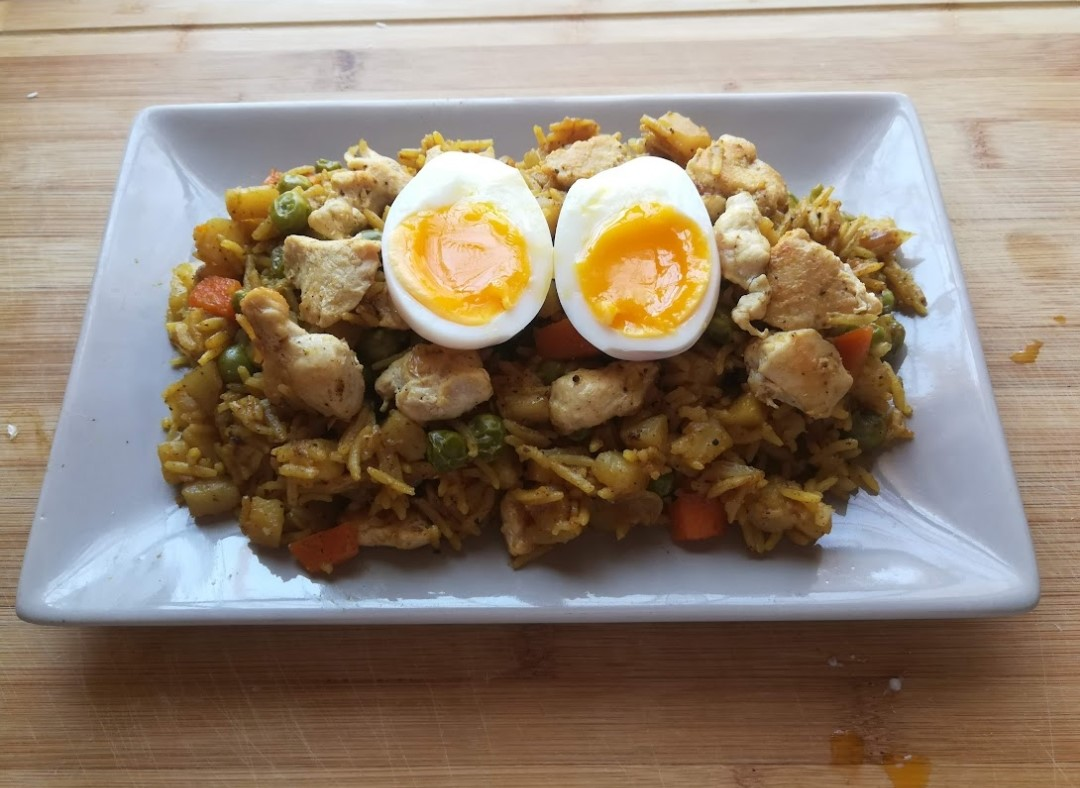
برياني بالدجاج

- المقلوبة: وهو عبارة عن أرز يطبخ مع لحم العجل والباذنجان والبطاطا والطماطة والفلفل الأخضر ويضاف إليه بهارات خاصة.

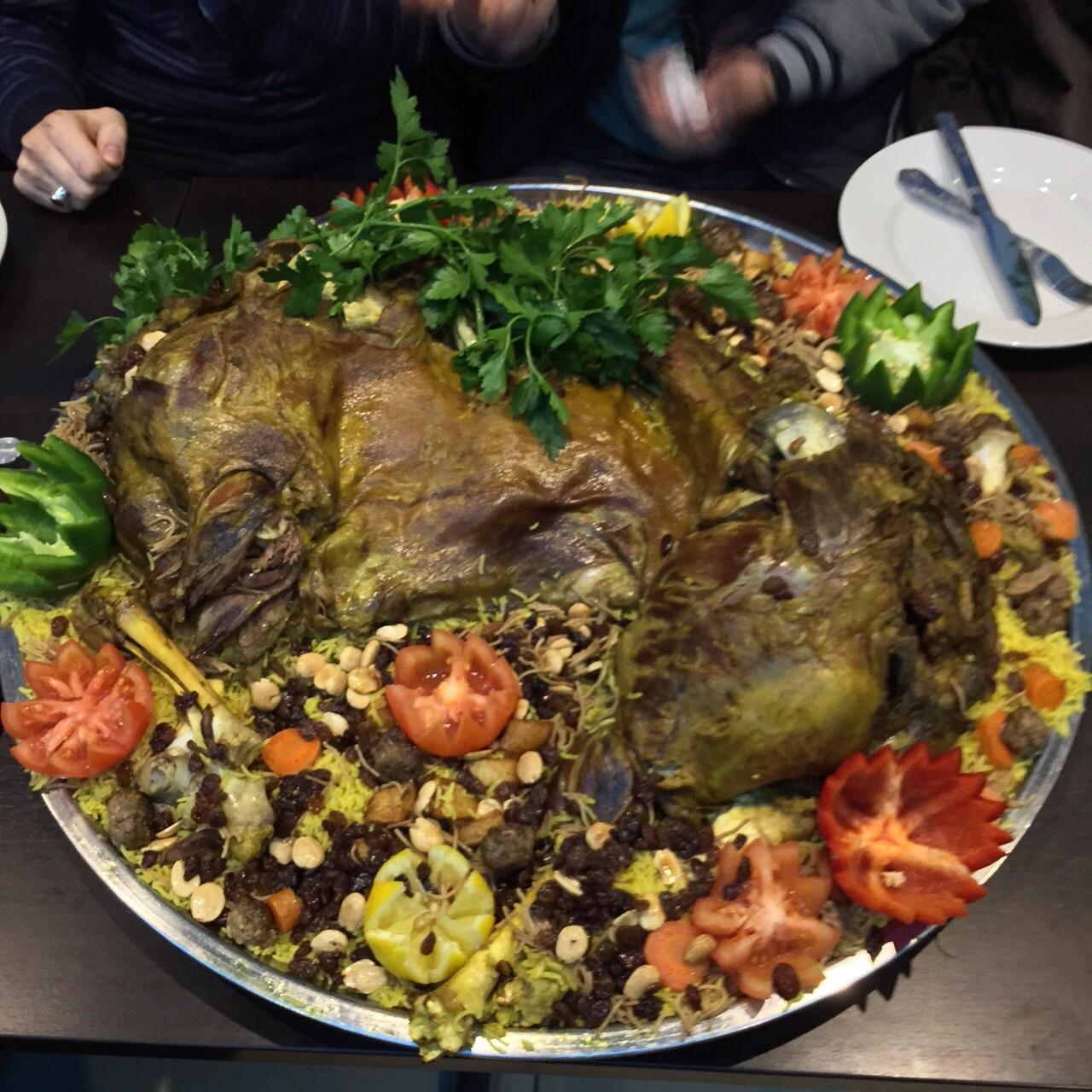
القـوزي

- البردة بلاو: وهي من الاكلات الموصلية المشـهورة وتعمل من عجينة الخبز يحـشى داخلها اللحم (دجاج أو لحم) والبطاطا المقلية والبصل والفلفل الأسود والبيض المسلوق.
- القوزي: وهو لحم كتـف الخروف (طـابق) يـشوى بالفرن ويقدم مع الأرز والمكـسرات.قوزي

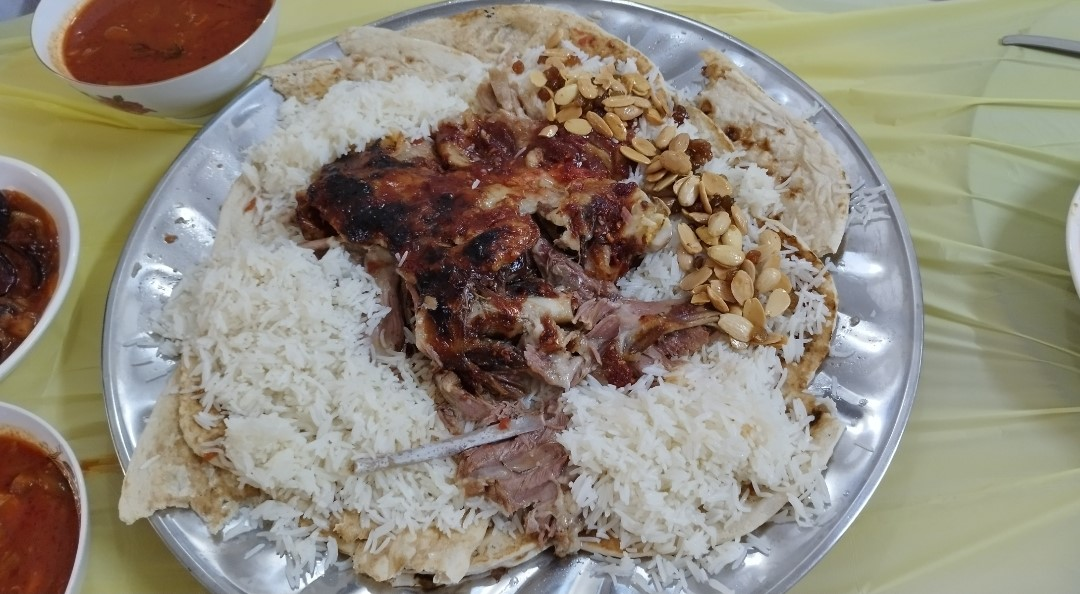
قوزي

- الباجـة: وهي أكـلة رأس الخروف أو رأس البقر التي تطبخ على نار هادئة لمدة طـويلة ويقدم مع المقيدم (أطراف الحيوان) وتقـدم مع البمبار .
- البمبار: وتتـضمن حـشي أمـعاء الخروف بالرز واللحم المفروم والفـلفل وتقدم جنبا إلى جنب مع الباجة.
- الـقولات: وهي عـبارة عن طبخ لحم القول - لحم عـظم الفخذ والمفاصل- مع الحـمص والبصل والكمون والكركم على نار هادئه .
- الكشـكا: وتعمل من الحبية مع الطماطم والكركم والكاري.
- برغل وعدس: حيث يطهى البرغل والعدس سويا.
- الشـيخ محـشي: وهي من الأكلات المشهورة وتكون عادة من حشي البصـل والقرع والباذنجان باللحم والخضار المثروم
- القلية: وهو أكلة مشـهورة تتضمن غلي لحم الغنم ولية الغنم مع قليل الماء إلى أن ينشف الماء بصورة كاملة ولا يـبقى سوى اللحم ناشفاٌ.
- البسطرمة: وتصـنع من لحم مفروم يضاف إليه الملح والبهارات السـبعة الخاصة بها ثم يهرس معها الثوم ويعجن معها، ثم تحـشى بمصارين الخروف التي تعرف محليا بالشغداني- ويسحب منها الهواء، ثم تعلق في مكان جاف وبارد.  - باسطرمة

باسطرمة
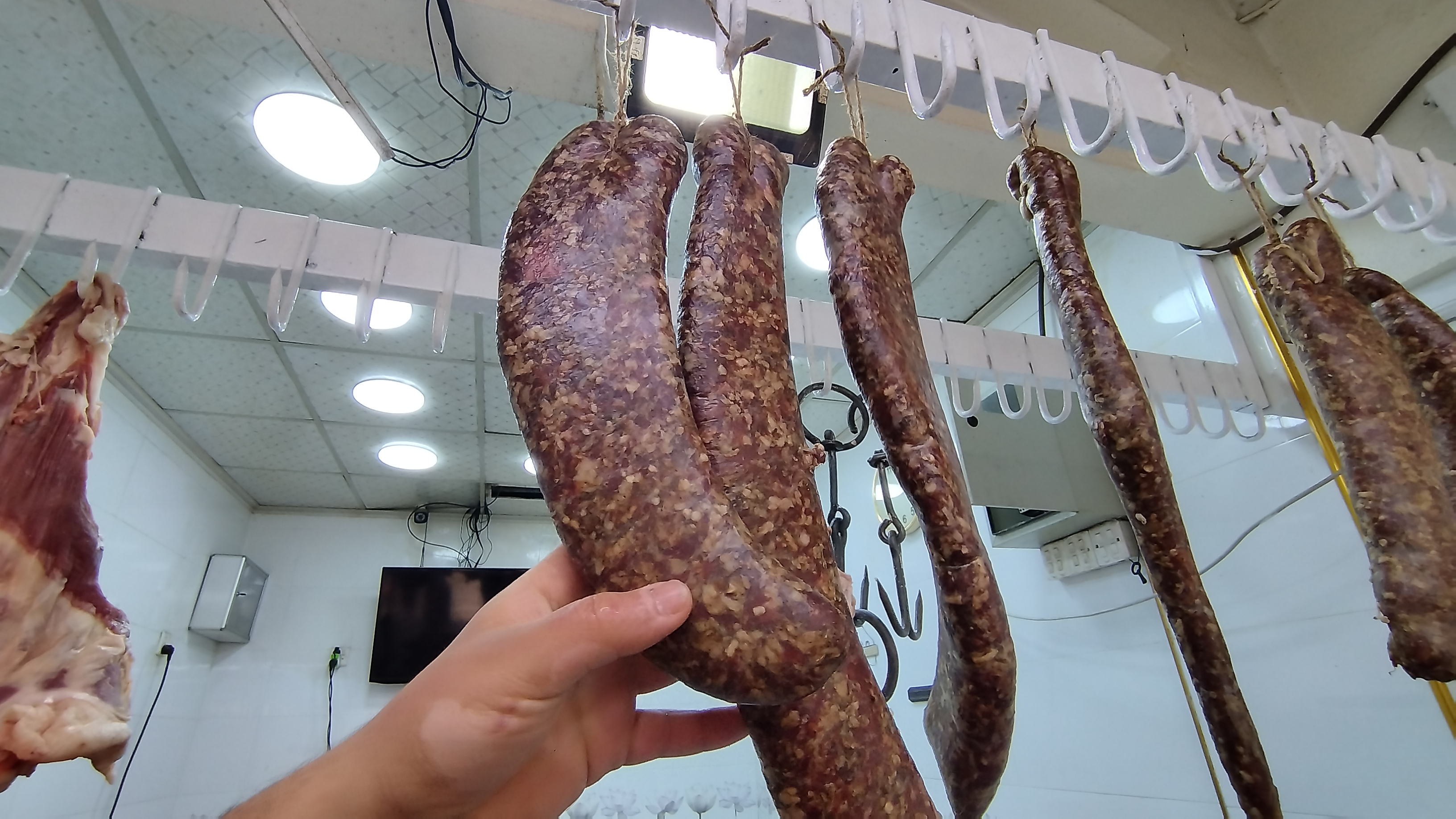
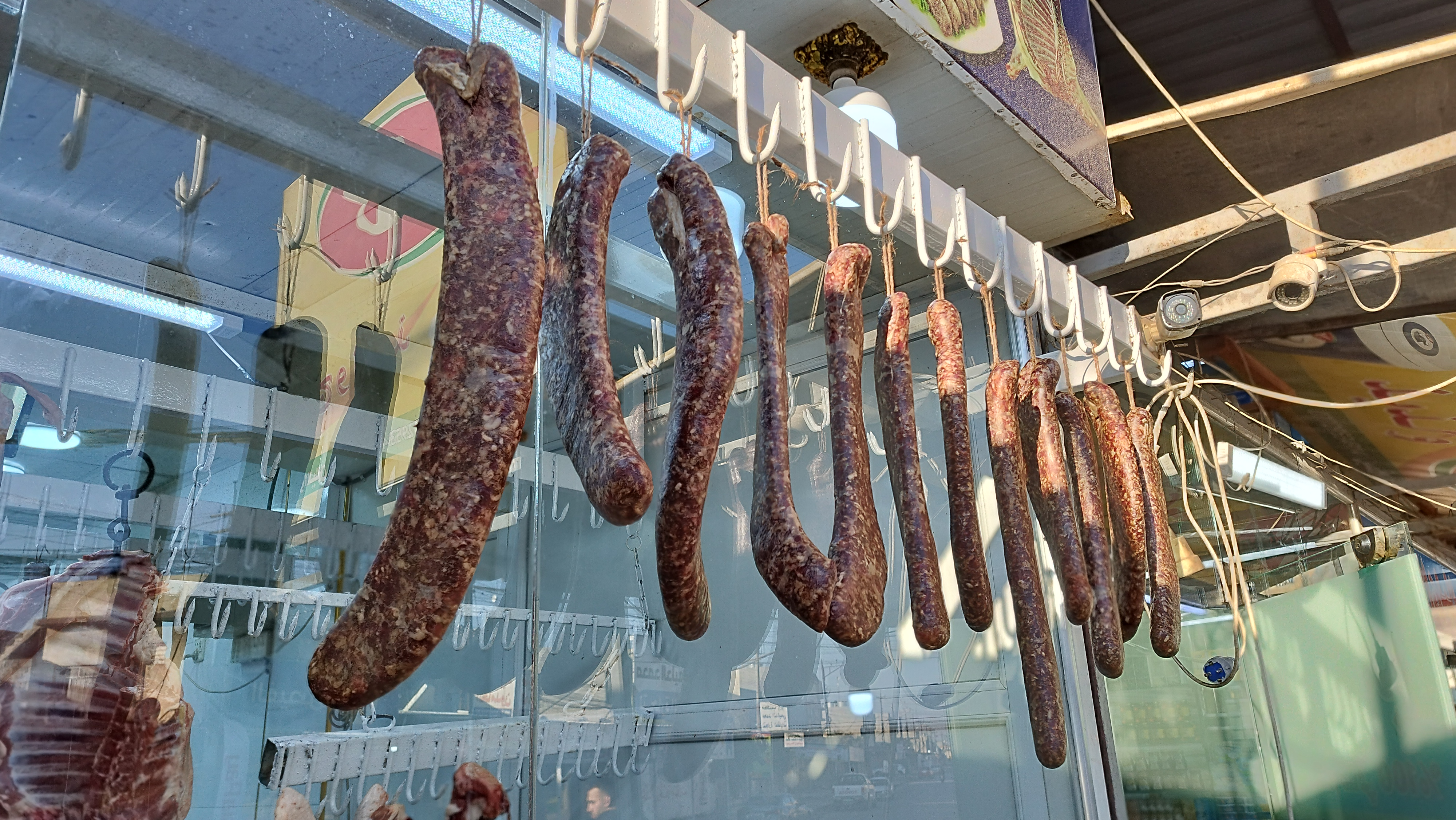

- المخـلمة: وتكون من لحـم مثروم يضاف إليه الطماطم والبصل والمعدونس والبيض والفلفل الأسود والكمون.
- الجـلفراي :وهي عبـارة عن لحم مفروم يقلى مع البطاطا والبصل والطماطم والفلفل الأخضر والفلفل الأسود على نـار هادئة.
- الحـسو: وهـو حسـاء يطبخ من الطحين المحمص بالدهن وماء اللحم أو الحليب مع البيض والبهاراتز
- الشوندغية (الشوندرية): وهو تصنع من الشوندر الأحمر مع اللحم وكبب صـغيرة.
- القيسي: ويتم طبخ القيسي (المشمش المجفف) مع الكشمش واللوز ويضـاف إليها السـكر، وتقدم مع الأرز أو البرغل أو وحدها.
- أيبرغ مفلش: وتطبخ من الأرز مع الطماطم وأعـواد السلق المفروم والخضار .
- الحنيني: وهي أكلة بسيطة تتكون من البيض المقلي مع الدهن والتمر .

## التشريب والمرق
التشريب وهي أكلة تتضمن مزج الخبز بمـرق اللحم أو الخضار وتؤكل عادة في الفطور أو فترة الغداء وتسمى بالفريد أو الثريد.
- تشريب هبيط: وهي من الأكلات المشهورة وتعمل المرق من لحم الضـأن مع البصل ونوم البصرة والفلفل والملح وتـصب على الخبز والأرز.
- تشريب لحم زند (تشريب أحـمر): وتتضمن طبخ لحم الغنم مع العظم مع طماطم وبـصل وفلفل أخضر ونوم البصرة والفلفل الأسود والفلفل الأحمر ويصب فوق الخبز المقطع.
- تشـريب باقلاء: وتتضمن من غلي الباقلاء على الماء ثم يقـلى الخبز ويصب عليه الدهن الحار ويضاف أحياناً البيض المقلي فوق الماعون.
- تشـريب بامية: ويتـضمن عمل مرقة البامية مع اللحم الضـأن ويصـب فوق الخـبز.تشريب بامية

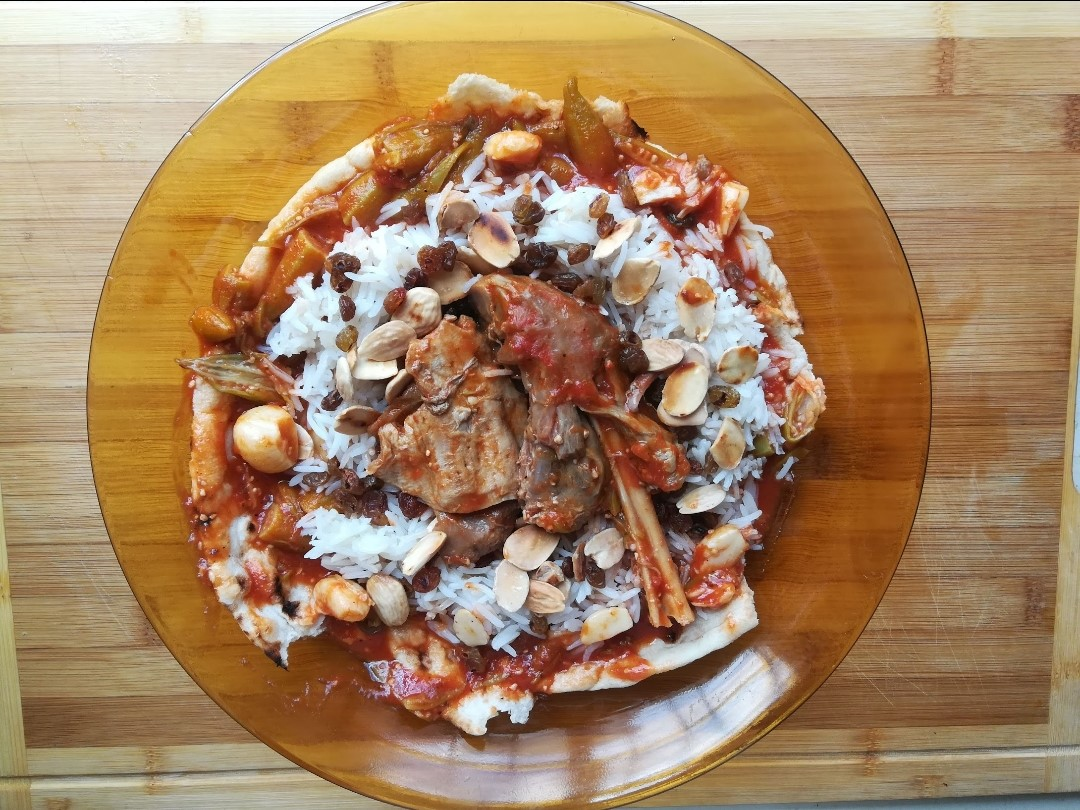
تشريب بامية

- تشـريب القلية: وتتضمن طبخ لحم الغـنم والّلية مع البصل ونوم البصرة والفلفل الأسود.
- تشريب كص: وهي من الأكلات اللذيذة التي تتخصص بها الموصل حيث يستخدم لحم الكص مع التشريب الأحمر ببهارات خاصة مع الخبز.تشريب كص

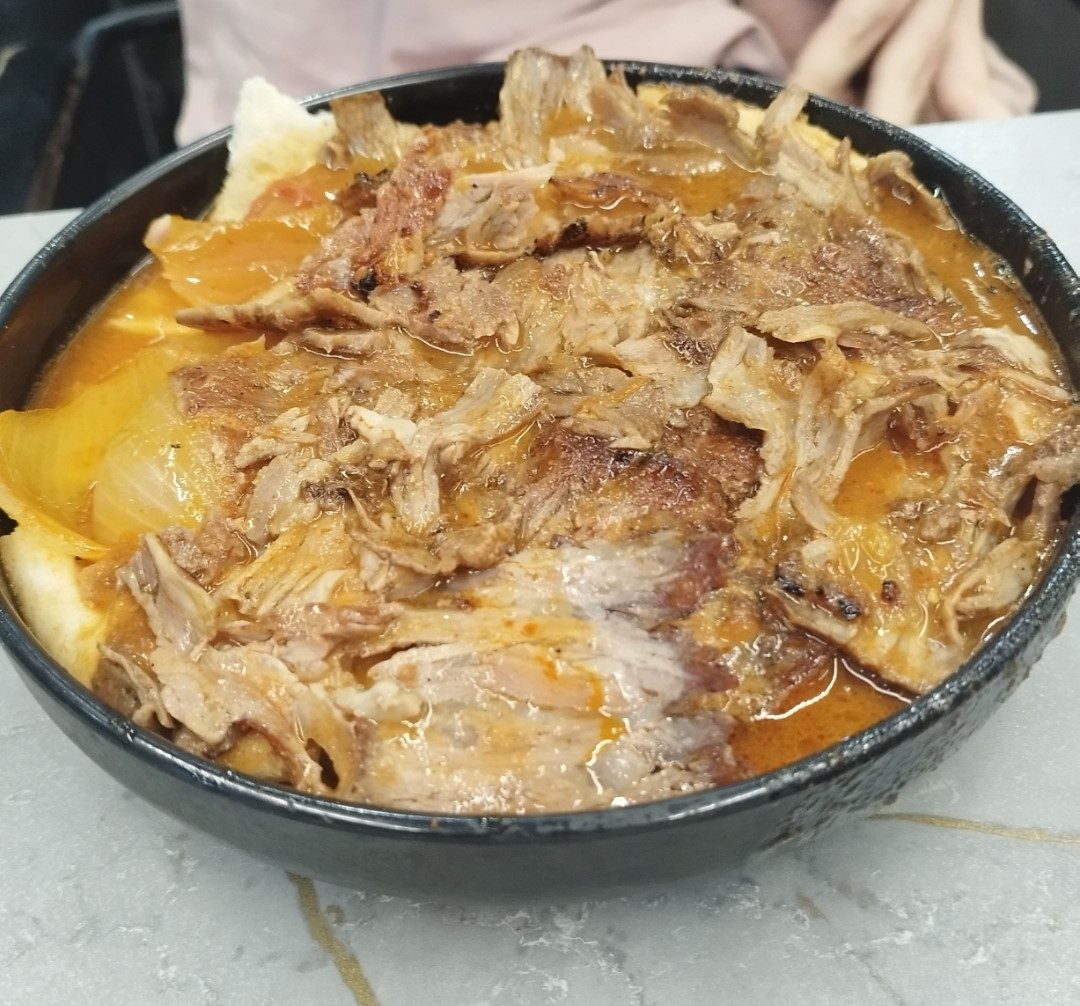
تشريب كص

- مـرق العدس: وهي من الأكلات الشعبية المنتشرة بشكل كبير ويتضمن طبخ حبوب العدس مع البصل والكمون ويأكل عادة صـباحا وعلى موائد الفطور الرمضانية.
- المـرق: مثل مرق البامية - الباذنجان - الفاصولياء-والقغع (الكوسى)- وبقية الخـضار وتطبخ مع المعجون واللحم ويـضاف إليها البهارات، ويقدم إلى جنب الأرز.

## الكـبب والعروق

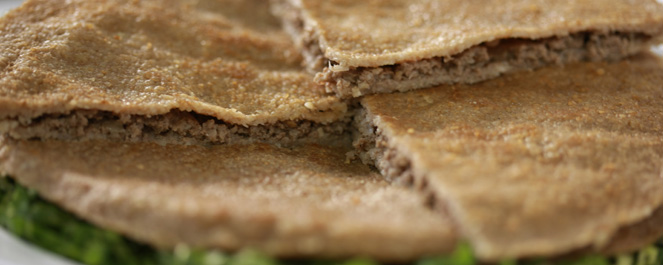
كــبب كبار (كبه موصـلية)

- كبب كباغ (كبب كبار): وتشـتهر بالكبة الموصلية في خـارج المدينة، وهي من الأكلات الشهية التي تصنع من البرغل عادة ولحم الغنم والبصل والبهارات وتغلى بالماء والملح. وتحشى بالكشمش واللوز والفستق، تكون قليلة السمك وكبيرة القطر
- كبب جـغش (كبب جرش): وتصـنع من عجينة الجرش -البـرغل الناعم- وتـحشى باللحم والبصل والبهارات وتكون صـغيرة الحجم وتغلى بالماء والملح، وقد يقليها البعض لإضافة القرمشة إليها.
- كـبب غـز (كبب أرز): وتـصنع من عجينة الأرز المحلوج الذي يضاف إليه الكمون وتحـشى باللحم الضـأن والبصل والكرافس وتـقلى بالدهن أو الزيت.
- كبة حامض: وتعـمل من كبة الجريش ولكنها تـغلى بمرق الحامض الذي يـعمل من الشـلغم واللحم الشرح والقرع والبصل والكرفس والفلفل.
- الكبة اليخني: هي كبة تمن تطبخ عادة مع مرقة تحتوي على الحمص ولحم ذي عظم وتعمـل عادة في الأعياد وخاصة عيد الفصح.
- كبة قيسي: وهي كبة صغيرة الحجم، تحتوي على حشوة من لحم الغنم والبهارات ولكن من غير بصل. تطبخ في مرقة حلوة الطعم. تحتوي المرقة على لحم بعظم، وعلى «قيسي» أي المشمش المجفف، أو أحياناً تستبدل بالتمر، مما يعطيها الطعم الحلو. تُطبخ هذه الكبة بشكل كبير في الموصل وخاصة في عيد رأس السنة.

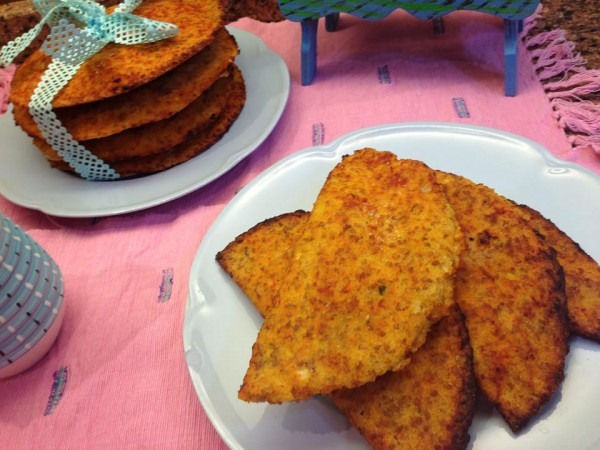
العـغوق (العـروق المـوصلية)

- عـغوق (عـروق موصليه): وهـي من الأكـلات اللذيذة التي تشتهر بها مدينة الموصل، وتشبه كبب الموصل غير أن العجينة أثخن ويضاف اللحم إلى اللعجين وتدهن الوجه بالمعجون وتخبز بالفرن.عغوق مصلاوي

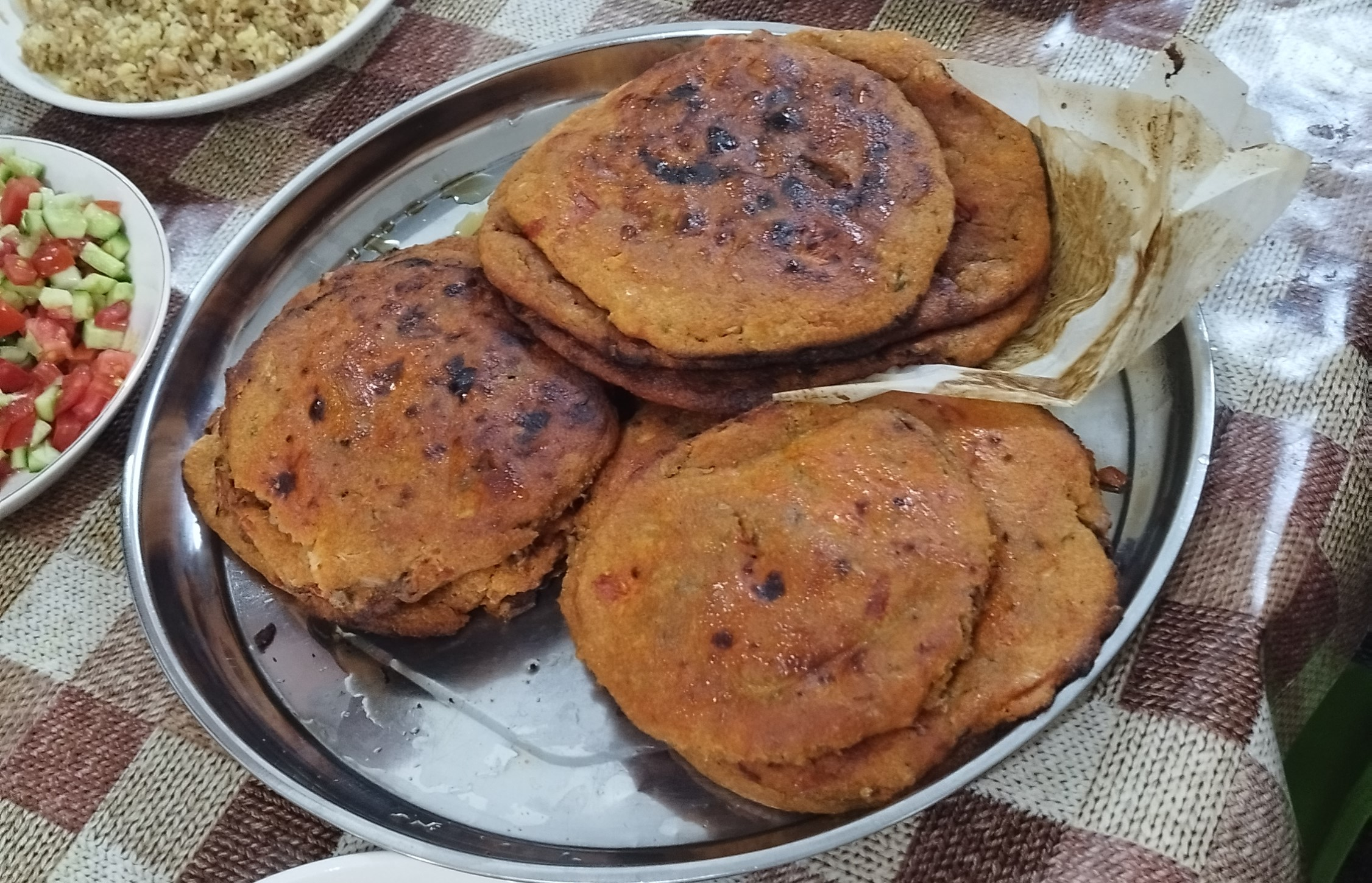
عغوق مصلاوي

- لحم بعجـين: وهي أكلة لذيذة تتـضمن إضـافة خـلطة من اللحـم والبـصل والطماطم وتوزيعها على عجـينة دائـرية رقـيقة من الطحين وإدخـالها إلى الفرن الحجري.

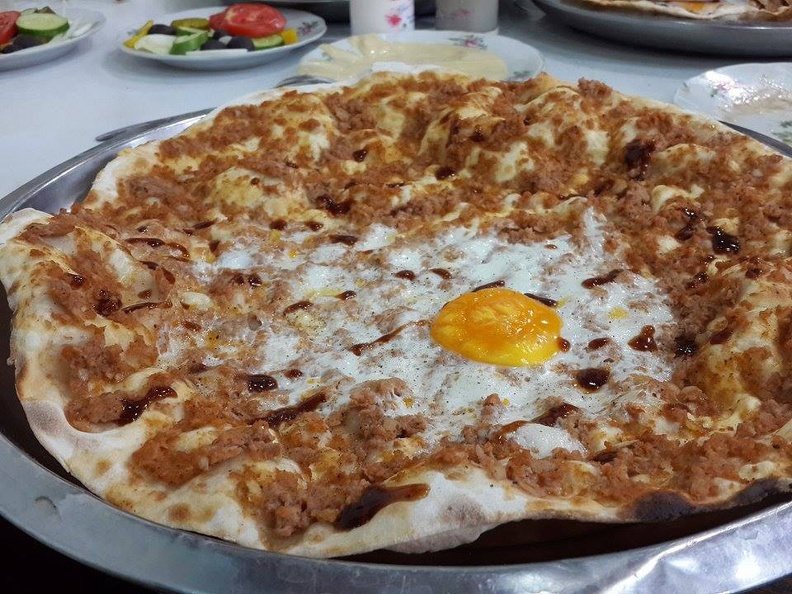
لحـم بـعجين موصلي مع بيض

- كبة معـلاق: وهـي أكلة ربيعية تصـنع مثل طريقة مثل كبة البرغل غير أن حشوة الكبة تكون من المعلاق الأحمر بد اللحم.
- كلـيجه لـحم: وتتـضمن عمل خلطـة من اللحم والبطاطا والبصل وحشوتها في عجينة من الطحين وخـبزها في التنور.
- الشـفته (عروق الطاوة): وهي أكـلة بسيطة تـصنع من عجـينة الطحين المخمرة تعجن مع اللحم المقطع بصورة ناعمة والبصل والفلفل الأخضر والكرفس والبهارات وتقـدم إلى جنب شـوربة العدس والخـضار.

## المشـاوي

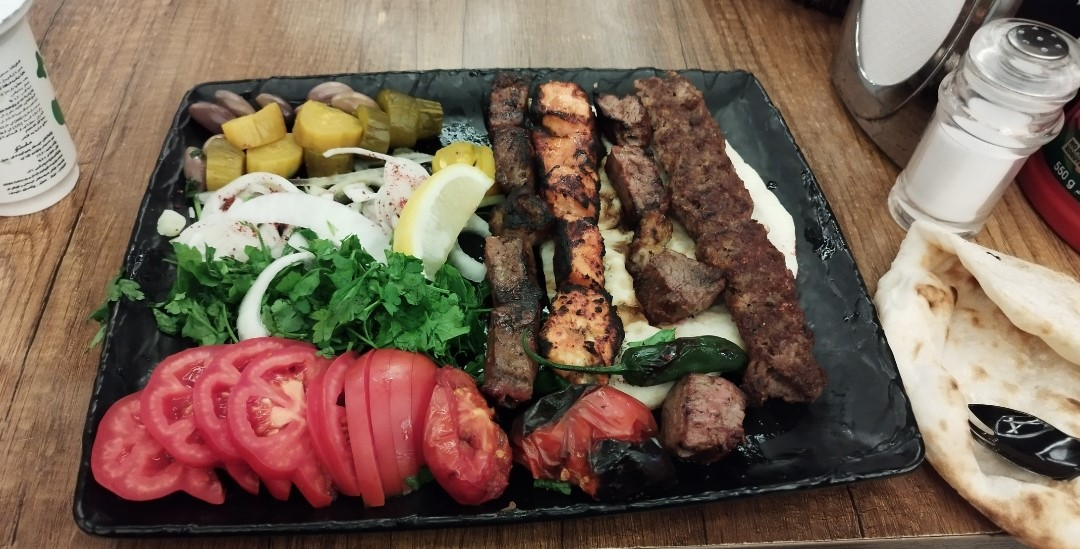
مشاوي مشكلة

- مشاوي مشكلةالكباب
- المـعلاق
- التـكه
- بيـض الغنم
- كـلاوي
- الكص
- الشاورما

## الأكلات الموسمية
وهي الأكلات التي تطبخ بمواسم محددة بسبب وفرة المواد المستخدمة وطبيعة الجـو في الموسـم.
- البرمـة: وهي من الأكـلات الشتوية وتتألف من البرغل والعدس واللوبيا اليابسة الحمص والفاصوليا وقطع من اللحم.
- اللبنـية: وتعمل من اللبن الغنم ولحم الغنم تـعمل في الربيع حصراً لاعـتدال الجو.
- المستوى: وهي من الأكلات الشتوية وتتكون من الشلغم والشوندر وتقدم سـاخنة.
- الكشـك: من الأكلات الشتوية حيث تسلق كشكاً بالماء وتبرد، ثم توخذ كمية من العضود (سيقان الشلغم الأحمر) وتقطع ثم تخلط مع البرغل المسلوق، وتؤخذ الخميرة (عجينة متخمرة) وتذوَّب بالماء حتى تصبح سائلة كاللبن ثم تخلط مع بقية المكونات، ثم تترك لمدة يوم واحد لتتخمر، ثم يوضع في بغني (جرة) ثم يترك لمـدة إسـبوع حتى تـطرشن (يحمض) فيكون صالحاً للأكل أو يطبخ مع اللحم وورق السلق الأخضر، وقبل أن تنضج يضاف إليها السفرجل وأقراص الكبة المسلوقة ومسـحوق أوراق النعناع.
- الزبيبي: وهي من الأكلات الشتوية، وتتألف من دبس يطبخ مع الدهن ثم يضاف إليها اللحم والزبيب والقسب والتين الجاف ولب الجوز وقطع السفرجل ويضاف إليها الكبة.

## المشروبات
- شربت زبيب: ويصـنع من نقع الزبيب مع نبات الطحلك وعصـره.شربت زبيب

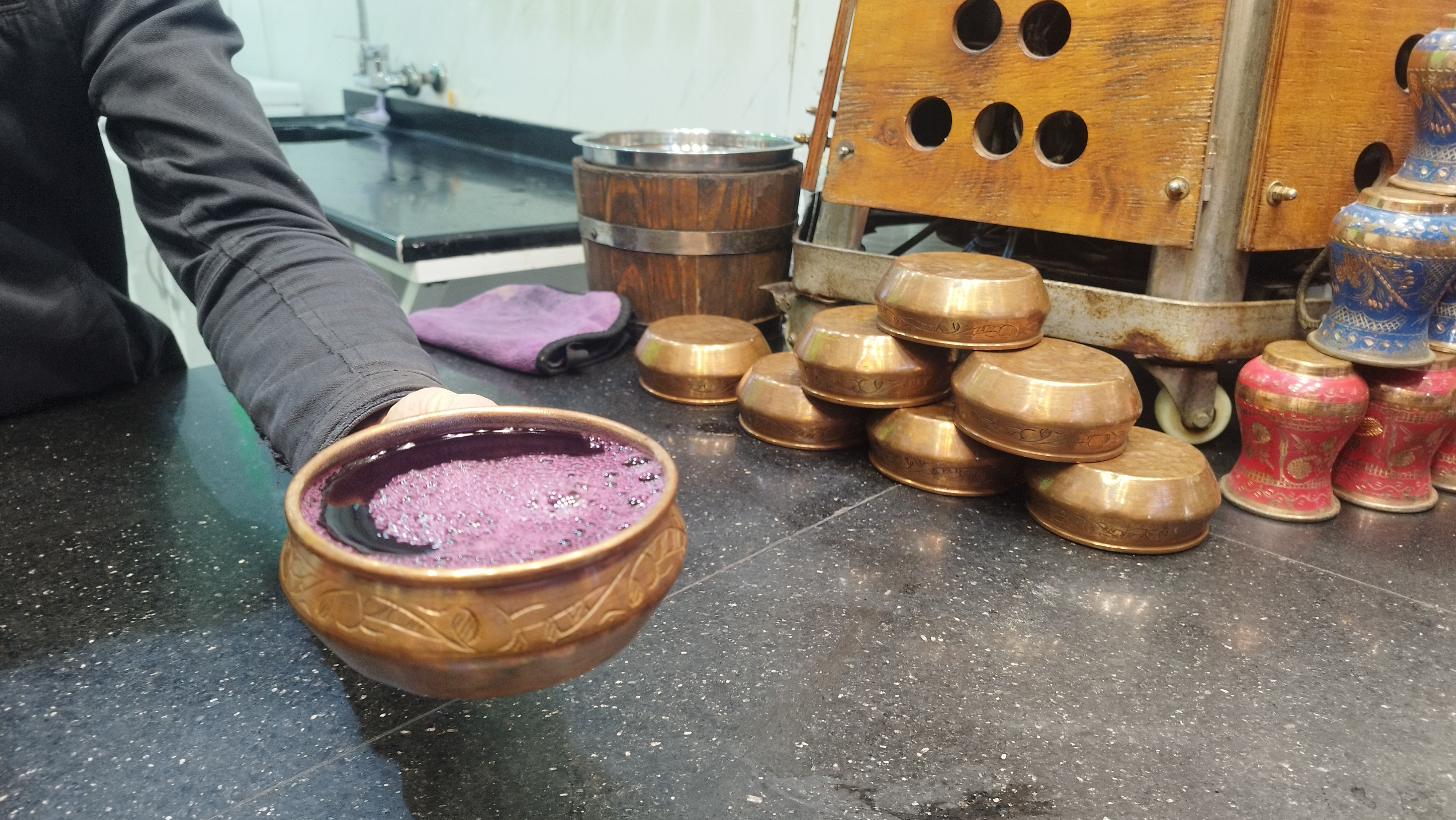
شربت زبيب

- الشنينة: ويتكون من تخفيف اللبن مع الماء، مع الماء ويضاف إليه النعناع
- الشاي: وهي من المشروبات التقليدية المنتشرة في المنطقة، ويتميز الشاي في الموصل بإضافة الهيل أو نبات العطر لإضفاء نكهة مميزة للشاي.
- السوس أو عرق السوس: ويـصنع من نـقع جذور نبات السـوس بالماء.
- البيبون: وهي من المشروبات الربيعية وخاصة عـند انتـشار الزهور في الموصل وتصـنع بغلي زهـرة وردة البيبون بالماء ويقـدم ساخناً.
- التمر الهندي: ويـصنع من نقـع بذور نبة تمر الهند بالماء ويـضاف إليها السـكر.
- قمر الدين: ويعمل من نقع فاكهة المشمش المجففة بالماء ويـضاف إليها السكر.

## الخبز

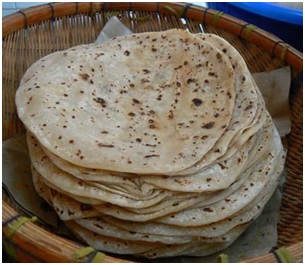
خبز صـاج الموصل

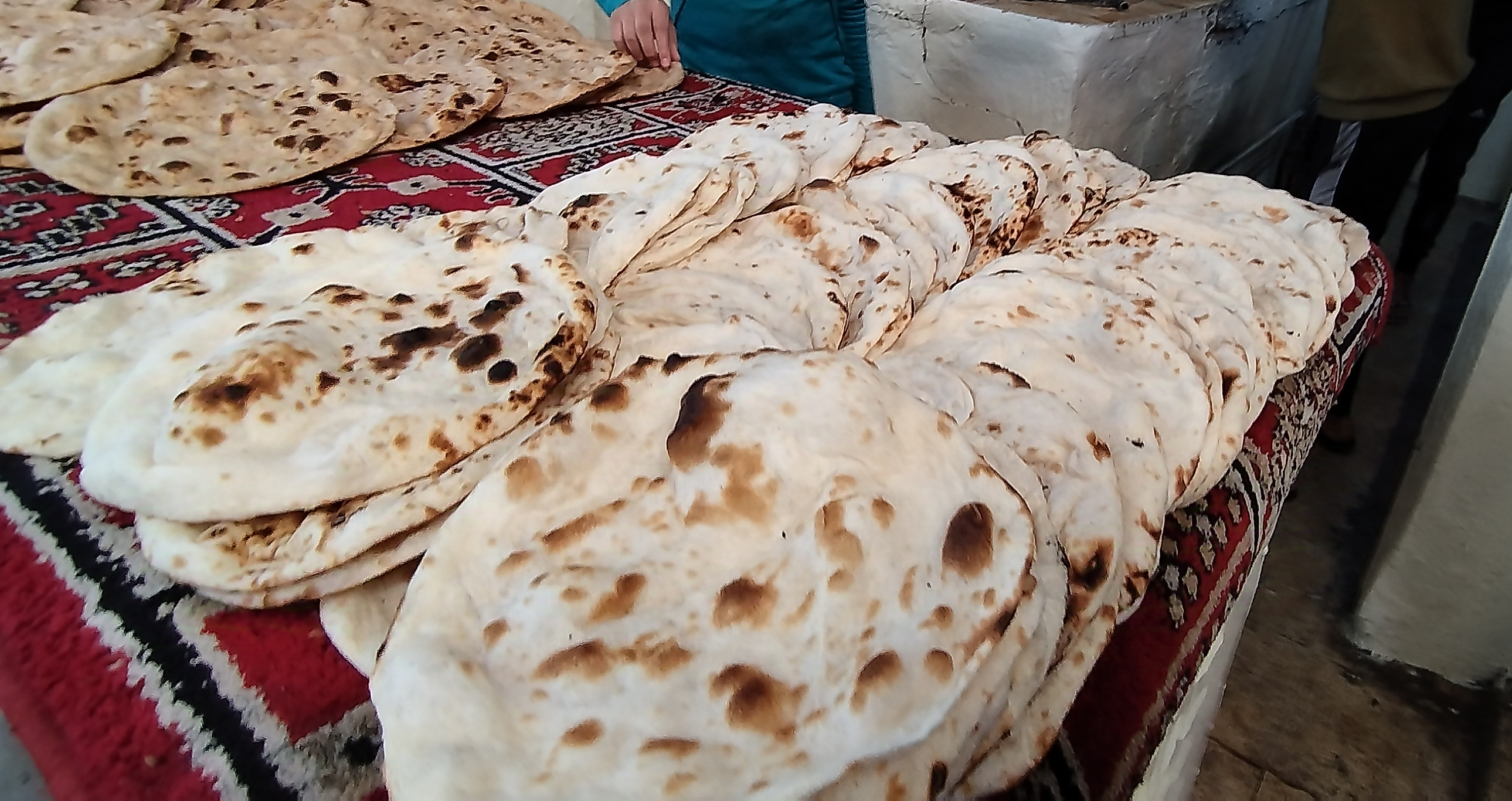
خبز تنوغ

- خبز تنوغ خبز القغص (القرص): وهو ما يخبز على هيئة أقراص سميكة يصل سمكها إلى 1,5 سم ويرصّع وجه القرص بواسطة أصابع اليد عدا الإبهامين، أو تستخدم السكين لتشكيل هياكل معينية متعددة ويدهن وجه القرص بالبيض ثم يخبز بالتنور. ويستخدم الشوبك لفتح العجينة وتشكيلها.
- خبز المطل: وهو ما يخبز على شكل أرغفة يصل قطرها إلى 30 سم وسمكها حوال 3 –5 ملم ويرصع قليا بالأصابع ويخبز بالتنور. وتستخدم اليد في عملية الفتح والتشكيل ويكون أهـش من خبز القغص.
- خبز البغيشين: وهو ما يخبز على شاكلة خبز المطل إلا أنه بقطر أصغر يصل إلى 15 سم ويكون سمكه أسمك بقليل من سمك خبز المطل ويدهن وجهه بالبيض ويذر عليه السمسم أو حبة السوداء ويخبز بالتنور.
- خبز الصاج: وهو ما يخبز على شكل قرص يصل قطره إلى 30 – 40 سم وسمكها 3- 4 ملم. ويستخدم الشوبك في فتح العجينة ويخبز على الصاج.
- خبز الغقاق (الرقاق) وهو ما يخبز على شكل أرغفة رقيقة يصل قطرها إلى 70 سم وسمكها إلى مليمتر واحد وتفتح العجينة باستخدام الشوبك والنشاب ويخبز على صاج يوقد تحته. ويصف في سلة مفتوحة تسمى الطبيقيِّ وقد يطوى الرغيف على بعضه فيشكل ربع دائرة ويحفظ ليستعمل في وقت متأخر.